# 위안부

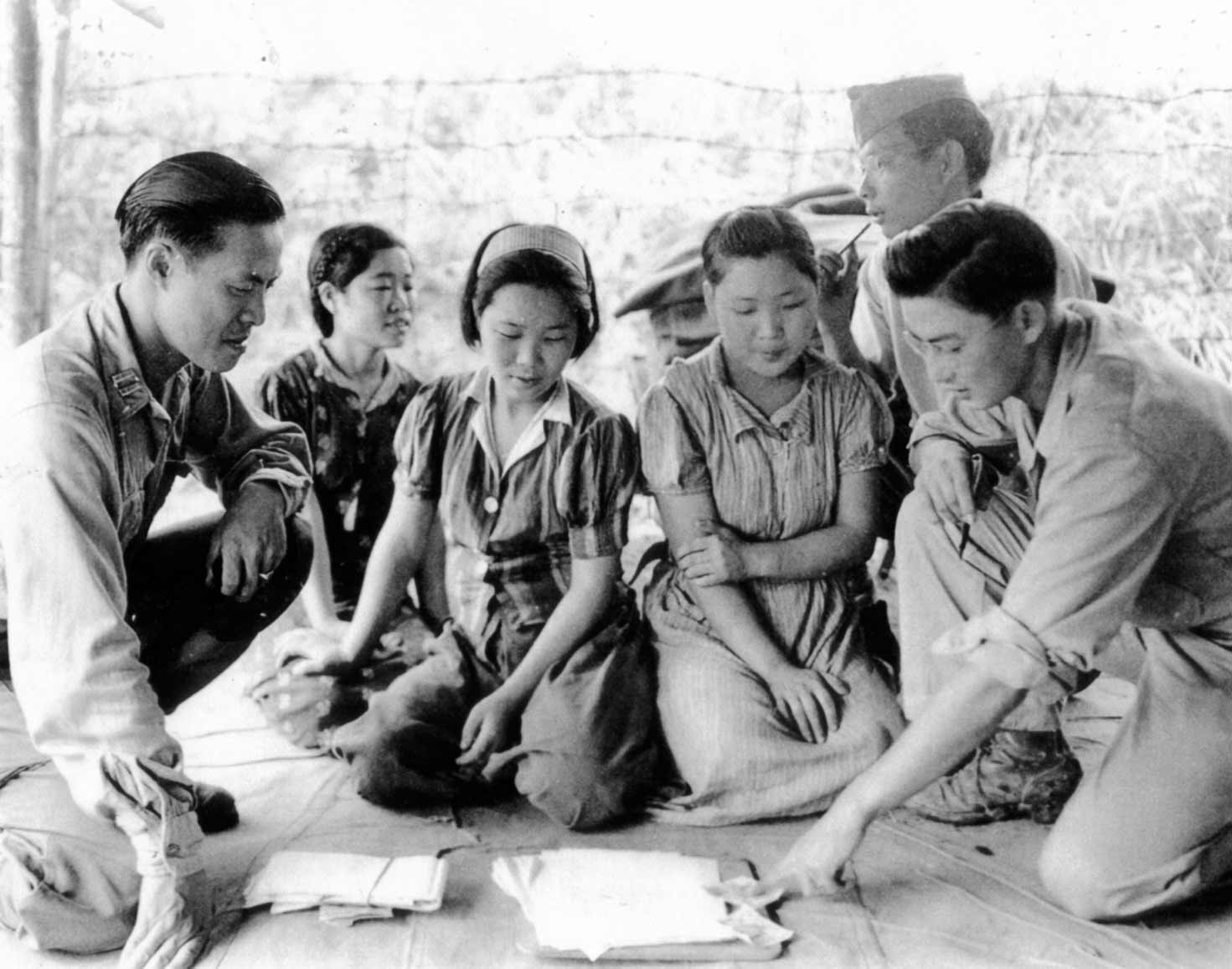
1944년 8월 14일 버마 미치나에서 미군의 심문을 받는 조선인 위안부의 모습

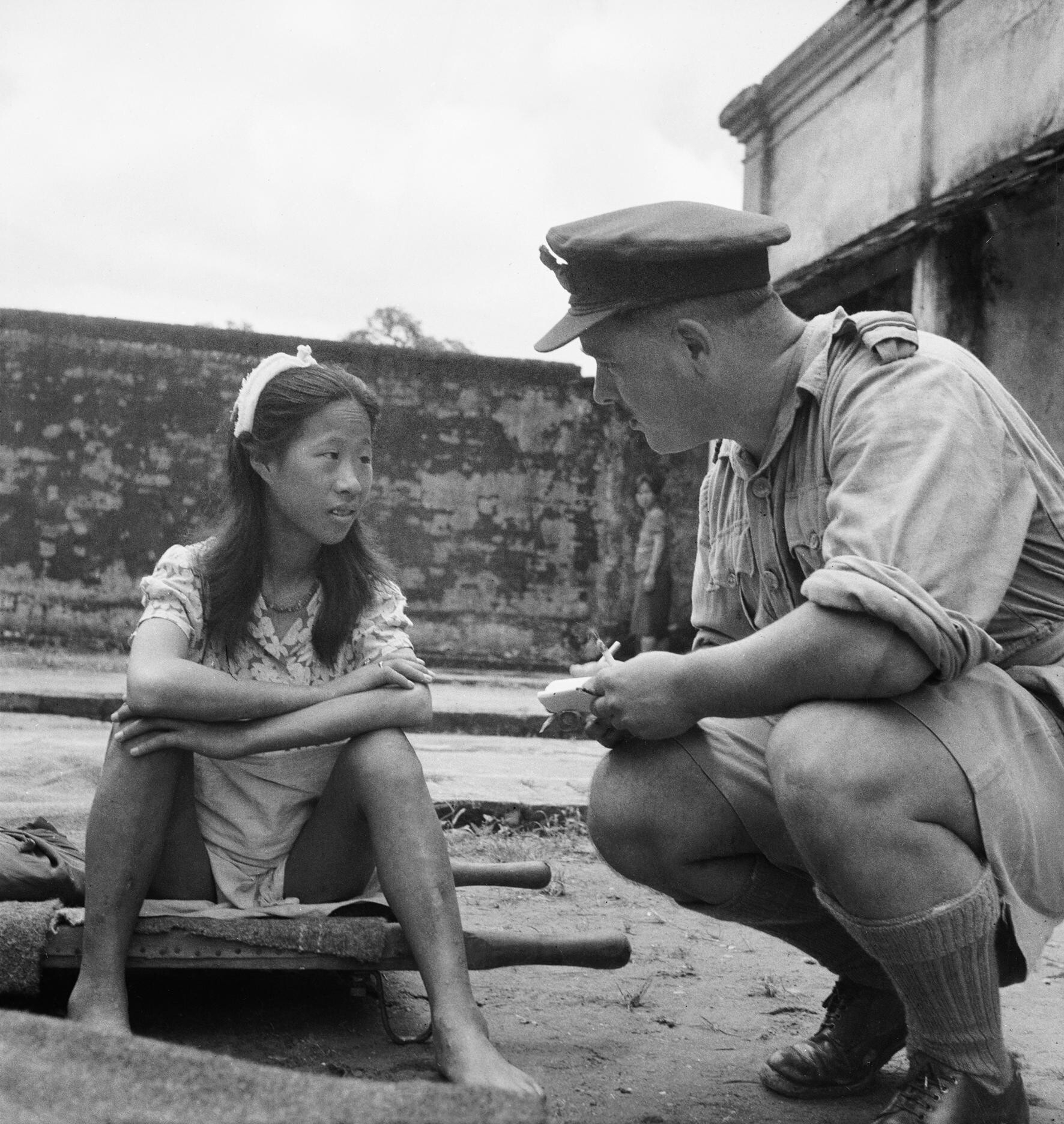
1945년 8월 8일 버마 랑군에서 연합군 장교와 인터뷰 중인 중국인 위안부의 모습

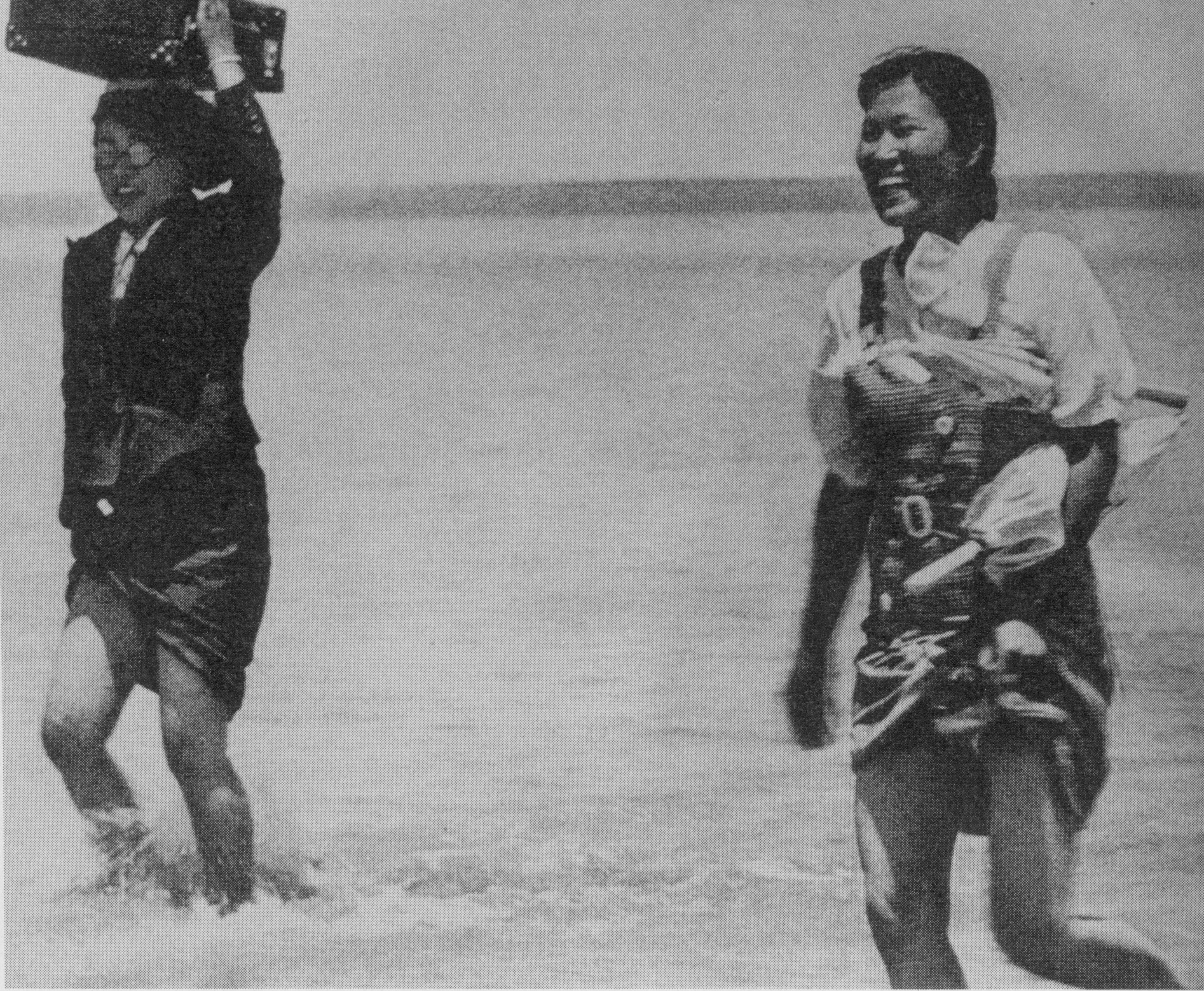
일본군의 다음에 강을 건너는 위안부

위안부(慰安婦, 일본어: いあんふ/慰安婦 이안후[*], 영어: comfort women)는 제2차 세계대전 동안 일본군의 성적 욕구를 해소하기 위한 목적으로 강제적이거나 집단적, 일본군의 기만에 의해 징용 또는 인신매매범, 매춘업자 등에게 납치, 매수 등 다양한 방법으로 일본군을 대상으로 성적인 행위를 강요받은 여성을 말한다. 일본에서는 종군 위안부(일본어: じゅうぐんいあんふ/從軍慰安婦 주군이안후[*])라고도 일컫는다. 위안부가 되는 방법으로는 징용 또는 납치, 매매 등 다양한 방법이 존재하였다.
위안부는 기본적으로 조선인과 중국인을 포함한다. 그 밖에 필리핀과 태국, 베트남과 말레이시아, 인도네시아, 네덜란드 등 일본 제국이 점령한 국가 출신의 여성도 일본군에게 징발되었다. 생존한 사람들은 하루에 30번 이상 성행위를 강요당했다고 증언했으며 일본군 위안부 피해국 가운데 유일한 유럽 국가인 네덜란드의 얀 할머니는 1990년에 자신이 일본군 위안부 피해자임을 밝혔다. 제2차 세계 대전 당시 네덜란드의 식민지였던 인도네시아(네덜란드령 동인도)에 살고 있던 얀 할머니(얀 루프 오헤른)는 KBS 다큐멘터리 《KBS 스페셜》과의 인터뷰에서 일본군의 성폭력을 피해 달아났다가 다시 일본군에게 잡혀왔다는 증언을 한 바가 있다. 얀 할머니의 고백 이후 엘른 판 더 플루흐머니도 일군 위안부 피해자였음을 1991년 8월 14일에는 김학순이 자신이 위안부였다고 고백하는 기자회견을 했다.
당시 도이하라 겐지가 만주에 있는 러시아 여자들에게 아편을 중독시켜 매춘을 강요시키고 대규모 매춘 집단을 만들었던 것처럼 일본군의 군자금은 아편이였고 조선의 기생이나 위안부를 아편과 히로뽕으로 중독시켜 매춘을 강요시켰다.
2004년 11월 29일에는  등이 일본 대법원에서 일본군'위안부'로 인정되었다.
1994년 8월 31일 일본 정부는 무라야마 도미이치(むらやま とみいち) 내각총리대신(총리)이 위안부에 대해서 사죄의 담화를 낸 바 있다. 또한 1996년에 하시모토 류타로 총리 역시 위안부에 대해서 사죄의 편지를 보낸 바 있다. 아울러 이 문제가 샌프란시스코 평화 조약이나 양국간 각종 조약(한일기본조약 등) 따위로 법적으로 해결이 완료되었다고 주장하였다. 한편 일본 측은 대한민국 정부 또한 미군을 위해 위안부와 비슷한 것을 운영한 적이 있었다고 주장한다.
대한민국의 위안부 피해자들은 일본 정부의 사과와 진상 규명 및 적절한 배상, 책임자 처벌 등이 이루어지지 않은 것에 대해, 1992년부터 현재까지 서울특별시 종로구에 위치한 대한민국 주재 일본 대사관 앞에서 매주 수요일마다 항의하는 수요집회를 개최하고 있다.

## 명칭

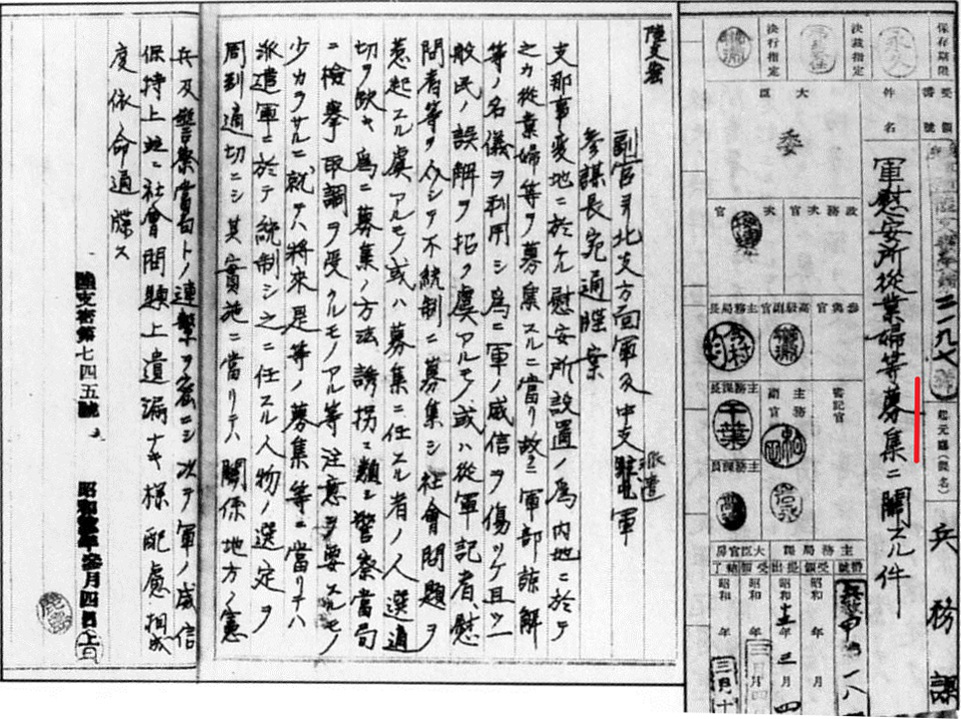
1938년 3월 4일 일본군의 위안부 모집에 관한 명령서

한국 내 정식 명칭은 “일본군 ‘위안부’”이다. ‘위안’이라는 단어가 일본군 입장에서 서술된 것이기 때문에 작은 따옴표를 이용하여 일본군 ‘위안부’로 표기하는 것이 정확하다. 일부에서 ‘근로정신대(勤勞挺身隊)’인 ‘여자정신대’와 위안부를 혼용해서 사용하지만, 여자정신대와 위안부는 다르다. 여자정신대는 일본 정부에 징용되고, 일반의 노동을 강요당한 여자를 일컫는 반면 일본군 ‘위안부’는 일반의 노동 대신에 성적인 행위를 강요당한 여자를 일컫는다. ‘정신대’의 ‘정신(挺身)’은 ‘솔선하여 앞장선다’는 뜻으로 적절한 용어가 아니다.
일제시대 '정신대'로 간다고 속인후 동원해 '위안부'로 끌려간 사례가 많아 혼동이 생긴 것이다.
대한민국 관계 법령에서는 ‘일본군 위안부 피해자’라고 사용하고 있다. ‘위안부’라는 용어는 이 제도를 통해 ‘성적 위안’을 받은, 가해자 일본군 중심의 용어라는 문제가 지적되기도 하였으나 당시의 공식 문서에서 사용되고 있어 일본군 또는 정부의 개입 사실을 보여주는 용어라는 의미도 있다. 피해 여성 입장에서 본다면 이를 ‘성노예’로 부를 수 있으나 강한 어감 때문에 피해 여성들은 ‘성노예’라는 명칭에 부정적이다.
1998년 유엔 인권소위원회 특별 보고관의 보고서에서는 ‘일본군 성노예(Japanese Military Sexual Slavery)’라는 용어를 사용하고 있으며, 이 문제의 본질을 드러내는 국제적인 용어로 많은 지지를 받고 있다.
미국 육군 소속의 전쟁 정보국(영어판, 약칭 OWI)의 심리 작전반(Psychological Warfare Team)은 1944년 10월 1일 청구서로 Japanese Prisoner of War Interrogation Report No.49.(일본인 포로 심문 보고 제 49호)를 작성했다.
제2차 세계 대전 중에 미군 정보부 심리작전반에 의해 버마에서 포로로 한국인 위안부 20명 및 일본 민간인 2명을 심문한 내용을 기록한 보고서이다.
일본 정부는 공식적으로 ‘종군위안부(從軍慰安婦)’라는 말을 사용하고 있으나, ‘종군’이라는 말에 내포된 자발적인 의미가 부적절하며 일본 극우 세력에서 쓰는 표현이기 때문에 옳지 못한 명칭이라는 지적이 있다.

## 개요

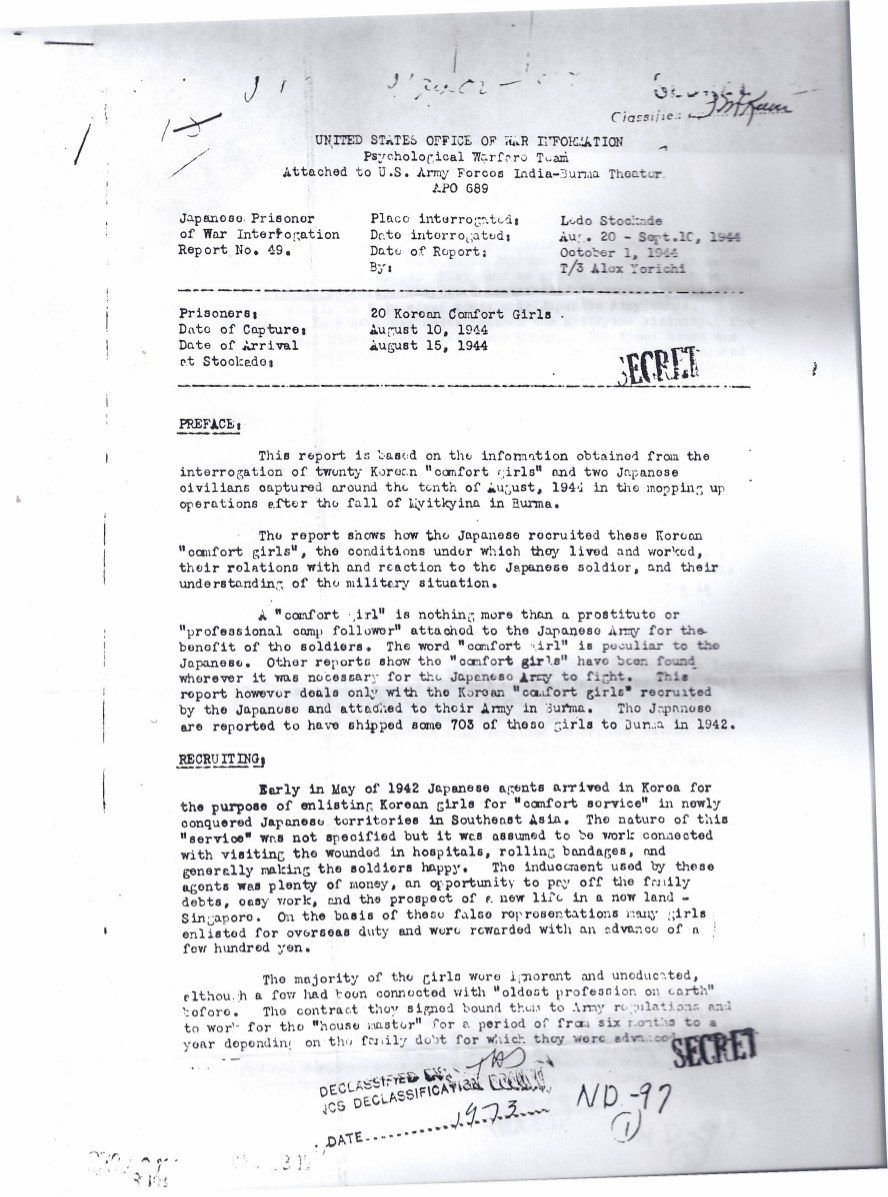
1944년 10월 1일 미군에 의한 버마 미치나의 한국인 일본군위안부 보고서 페이지 1

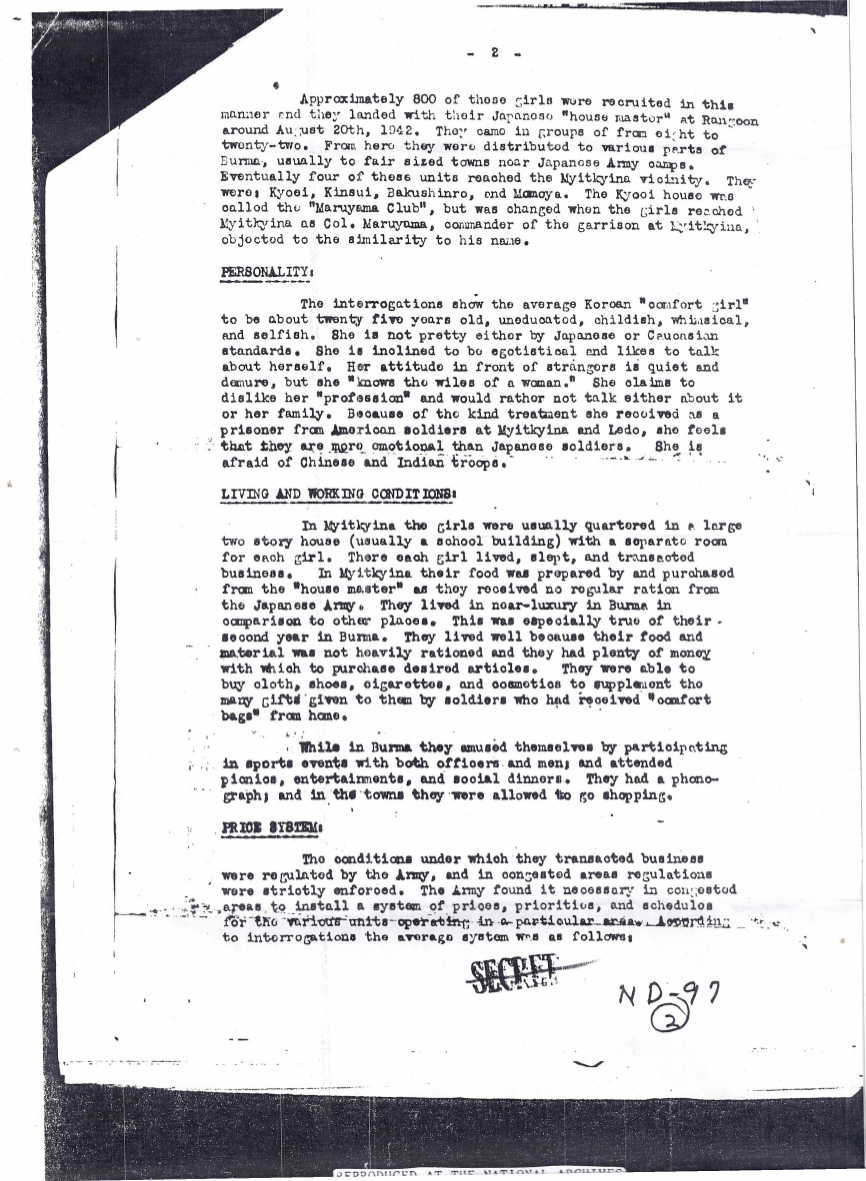
1944년 10월 1일 미군에 의한 버마 미치나의 한국인 일본군위안부 보고서 페이지 2

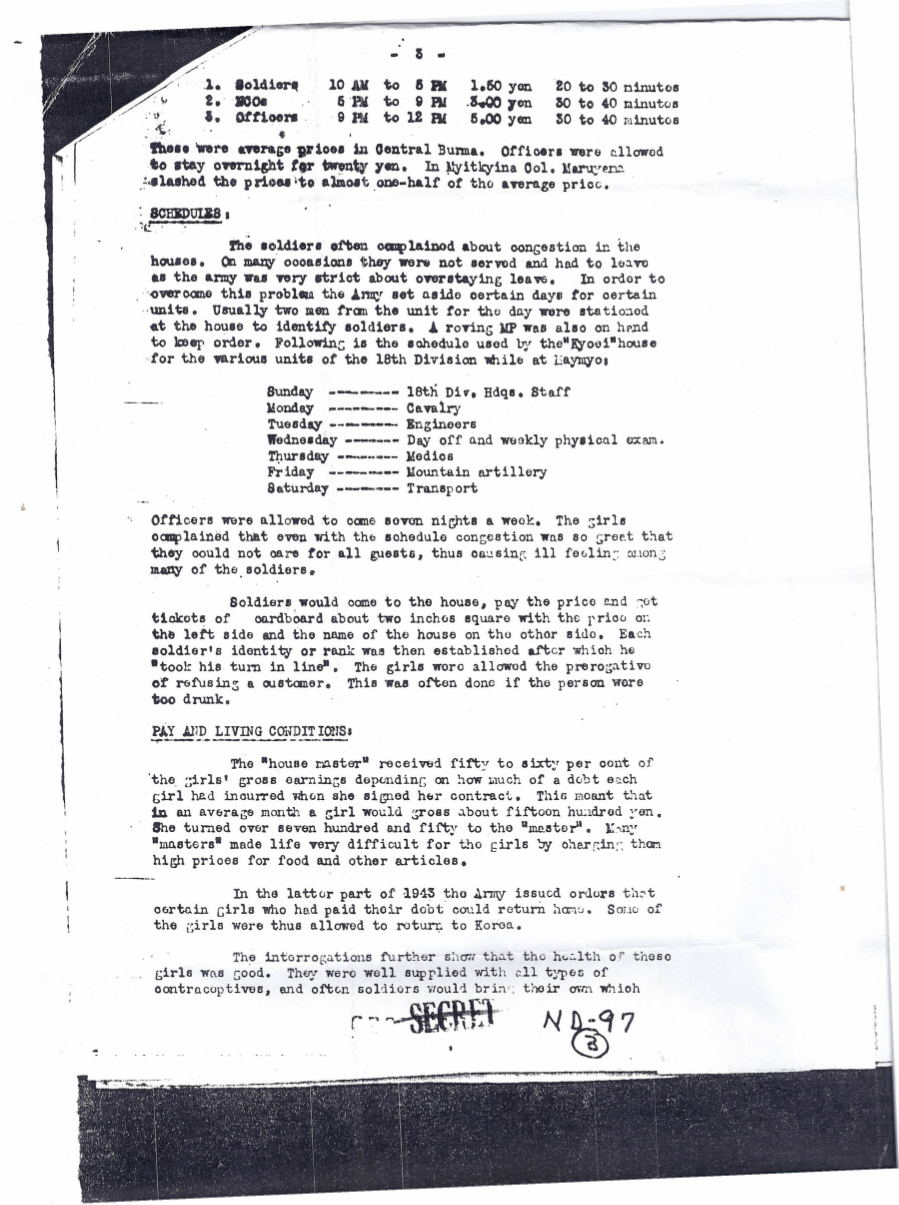
1944년 10월 1일 미군에 의한 버마 미치나의 한국인 일본군위안부 보고서 페이지 3

제2차 세계대전 당시 일본 정부는 중일전쟁과 태평양전쟁을 치르는 동안 일본 군인들의 성욕구를 채워주기 위해 집단적 성행위 장소인 이른바 군대 위안소를 제도화하고, 식민지 및 점령지 출신의 여성들을 전선으로 수송하여 성노예 역할을 강요했다. 김종필 전 국무총리는 일제강점기에 위안부로 끌려가던 조선의 누이들을 두 눈으로 직접 보았었다고 증언하기도 했다. 일본군이 영내에 설치된 위안소에 식민지 여성들을 끌고 가 병사들을 상대로 강제적인 성노리개로 삼았는데, 이를 자기들 용어로는 "위안부"라고 불렀다. 위안부란 말도 실제로는 완곡어법에 불과했으며 단도직입적으로 말하면 성노예였다. 특히 문제가 되는 부분은 여성들의 의사에 관계없이 강제로 끌고 가거나 혹은 "일자리를 소개시켜 준다", "공장에서 일하게 된다"라고 모집한 뒤 태평양 섬 등지의 외딴 곳에 성노예로 보냈다는 것이다. 그러나 설사 성매매를 시킨다고 고지한 후에 데려갔다고 하더라도 위안부자체는 심각한 인권 유린이다. 절도를 할 때 모르게 절도를 하는 것과 위협을 하여 알게 뺏는 강도의 차이 정도에 불과하다.
당시 피해 여성들의 증언을 들어보면 구타, 가해는 일상다반사로, 칼 등으로 몸을 긋거나 담뱃불로 지지는 등 가히 고문에 가까운 생활을 하고 있었다고 한다. 매일 수십 명의 남자들을 상대하기에 성병에 걸리거나 임신 후 강제로 중절수술을 받고 건강이 악화되어 죽는 경우도 많았으며, 배식량은 극도로 떨어져서 영양실조도 많았다고 한다.
성노예 여성들은 간신히 전쟁이 끝나도록 살아남았으나, 태평양전쟁 이후 패전국으로서 일본의 전후보상 문제가 관련당사국들 사이에서 지속적으로 제기되어왔던 것에 비해, 위안부는 국내에선 오히려 "일본군과 놀다온 더러운 여자들"이란 잘못된 오해와 편견의 대상이 되며 질타를 받기도 하다가, 나중에나 진실이 밝혀지고 육체적 및 정신적 피해 등을 포함해서 평생 그 후유증에 시달려야 했기에 지금도 일본 정부에 피해배상을 요구하고 있다.
일본 정부는 이를 쉽사리 인정하지 않고 있으며 심지어는 심하게 왜곡해서 받아들이는 게 문제가 있다. 일본 측의 입장은 크게 3가지로서 '위안부는 자발적으로 참가했다', '정당한 대가를 받았다', '문서상의 근거가 없다.'고 주장한다. 그러나 경성일보 등의 기사 보도에 의하면 월 300원에서 최고 3천원 이하의 수당을 준다고 보도돼 있다.
자발적 참여의 근거로는 여성들의 서명이 담긴 문서와 일본 여성 참여의 증거 등이 있는데, 일부 여성들은 취업 서류로 알고서 서명했다가 끌려간 경우도 존재한다.
대가론의 경우 당시 '지불됐다'라는 임금 자체도 여성들에게 직접 전달되지 않았을 뿐더러 강제성과 인권 모욕의 경우는 대가로 어떻게 해결될 문제가 아니란 점에서 논점이 이탈된다. 하지만 실제 당시 여러 기록이나 증언들을 보자면 위안부의 징집 절차에는 친일파 조선인이 다수 협력했다는 점에서 부끄러운 사실도 존재한다고 할 수 있다.

## 배경과 강제 징집
1919년 일본군의 시베리아 출병 때 7개 사단 가운데 1개 사단이 성병 환자로 폐인이 되었다. 이 어처구니없는 소모를 막기 위하여 1931년 9월 만주사변 당시에는 군용 공창가(公娼街)가 고정화되어 일본군이 가는 곳마다 위안소가 생겼다. 최전선 수비대를 위해서는 출장 위안부가 파견되기도 했다. 이때부터 위안부를 본격 조달하기 시작하였다.
초기의 위안부 모집은 공개 모집, 광고 등을 통한 모집이었다. 일본군의 병사 위안이라는 전통은 1938년 1월의 중일전쟁 때는 상하이 부근 공창가에 육군 위안소를 열었다. 24명의 일본 여자와 80명의 조선 여자가 항시 대기하고 있었는데 조선 여자들은 대부분 남선 출신이었다.
이들 위안부는 군과 결탁한 매춘업자가 제공 또는 보급장교가 모집에 나서기도 하였다. 이때까지는 일본 처녀가 아닌 조선 처녀에게는 강제성은 띄지 않았다. 그러다가 전쟁의 확대로 그 수요가 폭발적으로 늘어나자 일본 군부는 마침내 위안부 차출에 강제력을 발동하기 시작했다. 1941년 7월 관동군(關東軍) 24만 명을 75만 명으로 증강시켜 대(對)소련 전략의 일환으로 삼았으며 이 때 관동군 보급담당 참모 하라가 조선총독부를 방문 조선 '도라지꽃' 2만 명을 요구, 1만 명을 관동군 쪽으로 끌어갔다. 위안부 여성에 대한 강제 차출은 다른 곳에서도 요구되어 타이완 총독부와 필리핀, 인도네시아 등에서도 위안부 차출이 계속되었다.

## 차출 인력과 지역

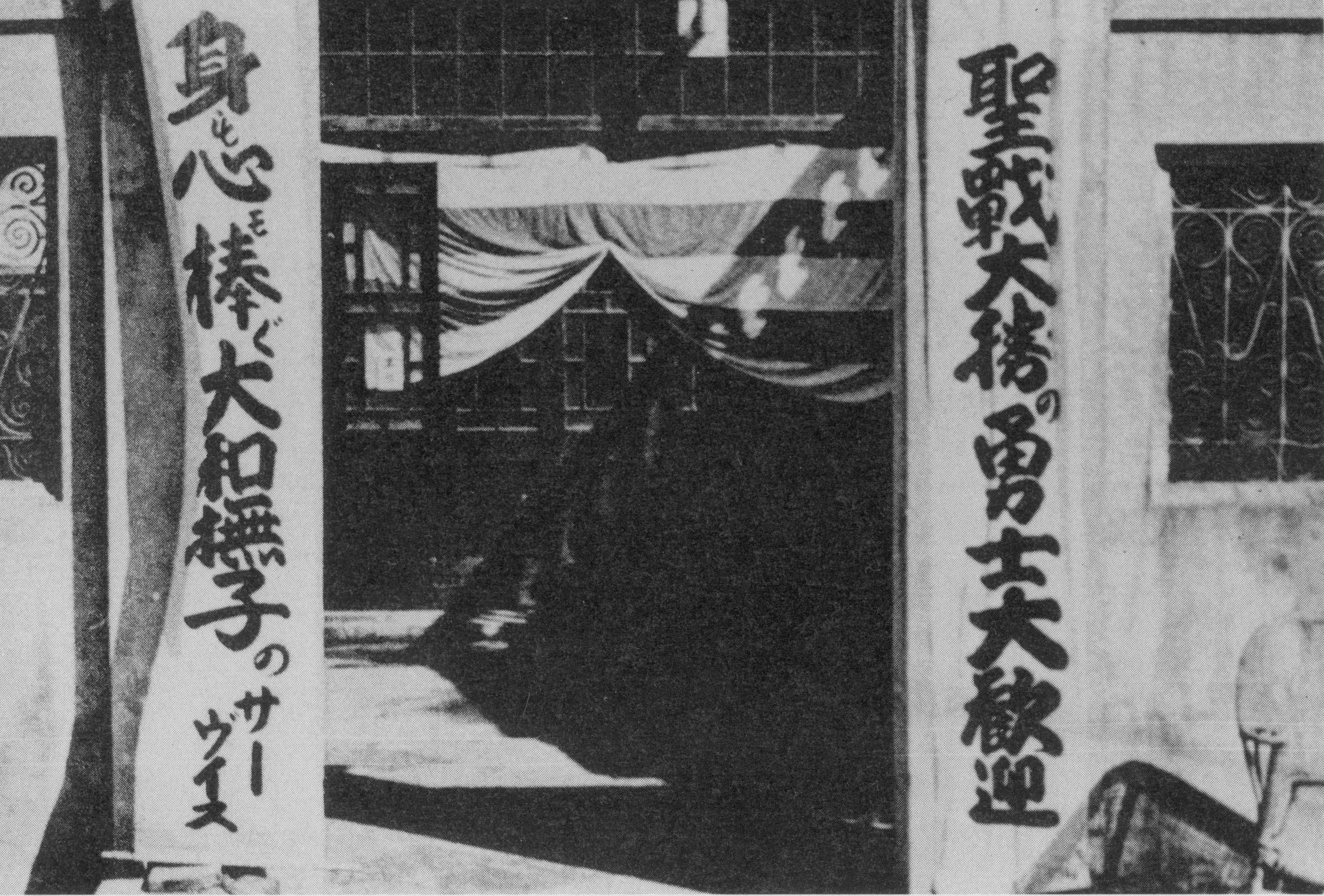
위안소 입구. '성전 대승의 용사 대환영' '몸도 마음도 바치는 야마토나데시코의 서비스'

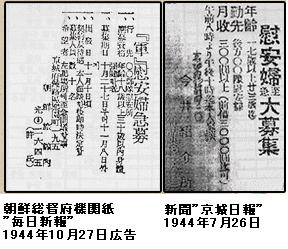
위안부 모집 광고들

### 징발 인력
위안부의 징발을 담당하는 사람은 일본군의 위탁을 받은 업자가 있었다. 위안부 징발 담당 중에는 한국인들도 있었다. 그러나 지역에 따라서는 일본인 관리들이 위안부 징발에 관여한 일도 있었다.
1939년 위안부를 경영하는 상인인 오쿠다 진자부로와 후쿠다 요네자부로는 기업의 거액 융자를 획득한 후에, 동년 5월 17일 대척회사공사에 같은 방식으로 하타마 도모시치에게 1만8천엔을 대출해주었고, 이 세 명의 상인은 바로 1939년 4월 28일과 5월 24일에 각각 위안부를 소집하여 총독부의 어용선 금령환 호에 탔다. 위안부 징발책의 운영은 이와 같은 민간인 업자들이 주로 담당하였다. 한편 2001년 한국의 위안부 증언집 조사 결과 한국인 징발업자에 의해 동원된 여성은 29.4%인 데 반해, 일본인 징발업자에 의해 동원된 한국 여성은 16.0%로 나타나고 있다.
일본 정부의 공식 발표에 의하면 위안부 확보의 주체는 군 당국의 요청을 받은 위안소 경영자와 그 의뢰를 받은 알선업자이며, 그들이 본인의 의향에 반하여 징발한 경우를 인정하였다. 그리고 관헌이 이에 가담한 경우를 인정하였다. 그러나 자발적 참여자들 외에 업자들에 의해 속임수로 위안부로 차출되는 여성들이 발생, 문제가 되어 1938년 일본군사령부는 공식 성명을 발표한다. 그에 의하면 "모집을 담당한 자들의 인선이 적절하지 못함으로써 모집 방법이 유괴와 비슷하고, 이 때문에 경찰 당국에 검거되어 취조를 받는자가 있는 등 주의를 요할 점 적지 않다. 앞으로 위안부 모집에는 파견군의 통제하에 모집인 선정을 주도 적절하게 하고 그 실시에는 관계 지방의 헌병 및 경찰 당국과 밀접하게 연계하여 군의 위신 유지를 위해 또 사회 문제를 위해 유루 없이 배려하도록 통첩한다."고 밝혔다.
별도의 소개소도 존재하였다. 소개소라는 곳은 여성을 유곽(遊郭)으로 소개하던 곳으로, 그곳에서 위안부를 모집했다는 증거가 되기도 했다. 이러한 소개업자 뿐만 아니라 동네 반장과 경찰 등 행정조직을 이용한 동원도 늘어났다.
1993년 일본의 내각관방장관 고노 요헤이(河野 洋平)는 관방장관 담화에서 "위안부의 모집에 대해서는 군의 요청을 받은 업자가 주로 이를 담당했다."는 점과 "관헌이 직접 이에 가담한 일도 있었다"고 하였다. 그밖에 현지인이 징발을 담당하는 사례도 있었다. 1944년의 매일신보에는 경성부 종로에는 허(許)씨라는 조선사람이 조선인 위안부 징발을 담당하였다고 한다.

### 모집 지역
일본군 위안부 모집 지역은 일본 본토, 한반도와 중국 대륙, 만주, 타이완, 필리핀, 인도네시아 등이었다. 1939년 5월 일본에서 출항한 금령환 호의 탑승자 명단 속에서 위안부와 작부들의 흔적을 볼 수 있는데 일본 본토에서 온 사람도 있고, 오키나와와 조선에서 온 여자도 있다. 일본군이 타이완 총독부의 타이완 무관에게 위안부를 추가로 공급해줄 것을 요구하고, 조선에도 대량으로 위안부를 차출하기를 요구하였다.
필리핀, 중국, 대만, 인도네시아, 말레이시아 여성들 외에도 네덜란드의 여성들도 존재하였다.
인도네시아에서는 독립운동가가 위안부 모집에 앞장서기도 했다. 수카르노는 일본군의 점령이 독립을 앞당기는 길이라 보고 일본군 협력과 일본군을 상대로 하는 인도네시아인 위안부 모집에 앞장섰다.

## 차출 방법과 대상 그리고 규모

### 가난 & 가족의 빚 청산
가난한 집안 환경 또는 가족의 빚을 청산하기 위해 자발적으로 위안부에 지원하는 경우도 존재하였다. 1942년 5월 초순 일본이 새로 정복한 동남아시아에서의 위안 서비스를 위해 한인 위안부를 모집하려고 일본인 주선인들이 한국에 도착했다. 이들 주선인들의 조건은 '많은 돈, 가족의 부채를 없이 하는 기회, 쉬운 일' 등이었다. 이 조건에 현혹되어 많은 여성들은 해외 모집에 응했고 몇백원의 착수금을 받았다.
가족의 빚을 갚기 위한 돈을 미리 받고, 상이군인 간호 등의 감언에 속아서 버마 전선에 끌려가 일본군 '위안부'가 된 이들도 있었다. 이들은 위안부가 아니라 채무에 의해 성노예의 처지에 빠졌다. 일부 여성들은 '농촌지역의 극심한 빈곤에 시달리던 소녀들'이었다.
일부 여성은 가족의 빚을 청산하기 위해 위안부에 자원하였다. 그리고 위안부가 되기 전에 먼저 '사전에 돈을 가불받아 가족의 빚을 청산'하기도 했다. 그들이 사전에 받은 가족의 빚을 위한 착수금의 다과(많고 적음)에 따라서 6개월 내지 1년 동안 '업자 주인'을 위해 일하게끔 되었다.

### 유괴와 납치
일본 요시미 요시아키 교수가 1992년 우연히 발견한 위안부 관련 서류에는 중국 북부를 점령한 구 일본군의 참모가 위안소의 설치를 명령하는 내용 이 담겨 있었다. 1956년에 중국에서 행해진 일본인 전범 재판으로 스즈키 히라쿠 중장의 자필진술서에는 일부 조선인과 중국인 여성을 유괴해 위안부로 만들었다는 진술도 적혀 있다.
교토시에서 열린 일본군 위안부 문제를 주제로 한 ‘전쟁의 진실을 말하는 모임’에서 1942년 싱가포르에서 육군 헌병대 통역관으로 근무했던 나가세 다카시(永瀨隆·89) 씨는 “조선 위안부들은 모두 군용선에 실려 왔다”고 증언하였다. 그리고 당시 상부 명령으로 한반도에서 온 여성들에게 일본어를 가르치러 와 있던 그에게 그 여성들은 “싱가포르의 일본군 식당에서 일하기로 돼 있었는데, 이곳에 도착하자 (일본군이) 위안부를 할 것을 강요했다”라고 하면서 억울함을 토로했다고 증언했다.

### 현지 여성 조달
인도네시아 자카르타에서 위안소를 운영했던 일본인(아오치 와시오, 1967년 야스쿠니에 합사) 네덜란드에서 진행된 전범재판소의 재판에서 "아오치는 1943년 6월 2일 군 간부로부터 매춘업소를 개설하라는 지시를 받았다. 이의를 제기했지만 재차 지시를 받은 후 이를 수용했다"라고 군이 위안소 설치를 지시했음을 인정했다.
일본 국회도서관 보관되어 있는 극동국제군사재판의 문서 중에 인도네시아 모어섬에서의 일본 육군중위에 대한 심문조서에는 일부 현지 여성을 강제로 '위안부'로 만든 사실이 진술되어 있다.

### 독신여성 조달

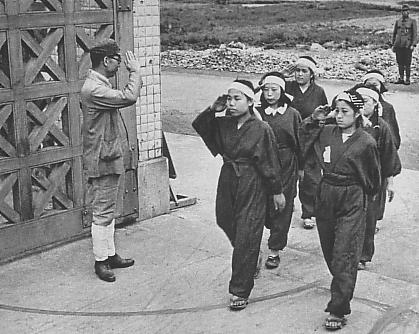
여자정신대의 모습 1944년 6월

일본군에서는 독신여성들을 위안부로 조달하기도 했다. 속임수로도 그 수요를 채울 수 없게 되자 여자 정신대 근무령을 만들어 만 12~40세의 독신녀 전체를 정신대의 대상자로 규정하였다. 정신 근로대 영장을 받고 차출된 여자 정신대에서도 일본군 위안부가 충당되었다. 1980~1990년대 보도에서 정신대와 일본군위안부 용어를 구분하지 않고 보도되었다. 일제강점기의 정신대는 군수공장에서 일한 여성들을 말한다.

### 근로정신대 탈영자
근로정신대 탈영자도 존재하였다. 위안부 외에도 정신대 등 징용으로 간 여성들 중의 일부가 위안부로 편입되기도 했다. 한국정신대문제대책협의회가 1992년 면담한 위안부 출신 한인 여성들 중에는 근로정신대 탈영자도 있었다고 한다. '강제로 납치되었거나 근로정신대로 소집되어 갔다가 굶주림을 못 이겨 도망했으나 결국 잡혀서 위안부가 된 경우였다' 고 한다.
근로정신대와 위안부는 목적이 다르다고 한다. 위안부였던 심미자에 의하면 정신대와 위안부는 다른 존재라고 증언하였다. 그는 '정신대'와 '위안부'는 다르다며 용어 사용을 분명히 해줄 것을 주문하기도 했다. 2005년 지만원, 독립신문 등과의 인터뷰에서 심미자의 설명에 따르면 '정신대'는 여성 근로자들을 말하는 것이고, '위안부'는 일본군에게 '성'을 제공한(빼앗긴) 여성들을 말하는 것이다 라며 위안부와 정신대는 다른 존재라 하였다.

### 인원
1942년 5월부터 8월 20일까지 한국인 위안부는 약 800명이 모집되었다. 이들은 1942년 8월 20일 일본인 업자 주인들과 함께 미얀마의 랑군으로 상륙했다.
일본군 위안부 총인원은 정확한 자료가 발견되지 않았으나 주오 대학 요시미 요시아키 교수의 계산법 에 의하면 약 20만 명으로 추정되고 있다.

## 피해자

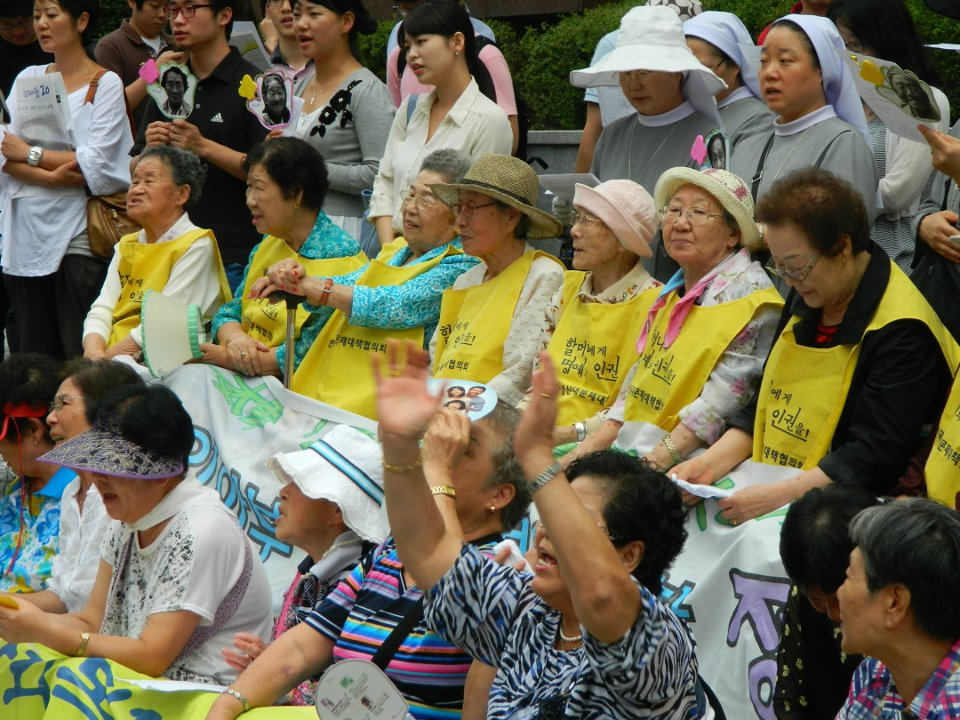
2011년 8월 서울 일본대사관 앞에서 항의하는 위안부 피해자

참여 연령대는 모집 당시 기준 17세, 18세에서 30세였다. 이 중 조선인 위안부들의 경우에는 여러 가지 경로가 존재하였다. 일본이 군 공창제로서의 위안소를 설치하고 성노예를 일본인 창녀나 윤락녀만으로는 부족하여 그 식민지인 조선 등의 여성들로 충당하려 했을 경우 종래 극소수밖에 없었던 조선인 매음녀만으로 충당하기에는 너무 부족했고 결국 일반 여성을 충당할 수밖에 없었다.
첫째는 종래의 색주가, 사창가의 매음녀가 충당된 경우였으나 이는 극히 소수였다. 두 번째는, 일반 여성을 상대로 공공연하게 작부를 모집을 한 경우도 있었으나 역시 많은 경우는 아니었다. 셋째는, 가난한 집안의 소녀들을 상대로 일본 등지의 공장 여공으로 알선한다고 속여 선금을 주고 데려가 '성노예'로 충당하는 방법이 가장 널리 적용된 것이라 파악된다. 근로정신대에 동원되었다가 중노동과 기아 등을 견디지 못해 탈출했다가 실패하여 강제로 위안부로 편입되었다는 진술도 있다.
당시 위안부 업소를 운영하던 이들 중 1942년 당시 중국 상하이의 위안부 중개업을 하던 조선인의 이름이 중국 상하이 시의 기록을 통해 일부 후대에 전해지게 되었다. 상하이 시 무창로 338번지의 위안부 업소 운영자는 조선인 공돈(일본 이름 永田芳太郞)으로, 경상남도 김해군 명지면 중리 115번지 출신이며 1940년 4월 4일에 상하이로 건너왔다. 상하이 시 보백로 자운별리 2호에서 위안업을 경영하던 정기천(일본 이름 永川光星)은 함경북도 길주군 웅평면 출신으로 1918년 5월 5일에 중국으로 입국했고, 두강지로 보덕리 60호에서 위안업을 운영하던 한차례(일본 이름 大原光江)는 경상남도 마산부 오동동 13번지 출신으로 1937년 11월에 입국하였다. 매일신보에는 경성부 종로에서 위안부 중개업을 하던 허씨라는 조선인 여성이 기록에 나타나기도 했다.

## 대우와 수당
모집된 위안부들은 백원 이상의 착수금을 받았다. 첫 계약 액수는 기백원 대라고 하였다. 위안부들이 받는 매달 월급은 300원에서 최고 3천원 이하였다. 위안부들은 매달 평균 1500엔을 벌었지만 수입의 최소 750엔을 식비, 화장품비 등으로 떼였다. 또한 수당 외에 선불금 3천원을 받기도 했다.
일부 위안부들은 계약기간이 존재하는 계약직 위안부들이었다. 위안부들의 계약 기간은 착수금의 많고 적음에 따라서 6개월 내지 1년 이상 이었다. 하지만 대부분의 위안부 여성들은 제대로 급여를 받지 못한 채로 강제적인 성노예 활동을 해 온것으로 전해지고 있다.

## 미봉한 위안부 문제
한-일 관계의 개선을 가로막는 가장 큰 외교적 현안은 위안부 문제이다. 대한민국 정부는 위안부 문제를 1951년부터 1965년 6월까지 이어진 한일회담 과정에서 다뤄지지 않은 최대 ‘미해결 문제’로 인식하고 있다. 그러나 한일회담 과정에서 위안부 문제가 전혀 논의되지 않은 것은 아니다.
위안부 문제가 한-일 관계를 뒤흔드는 중요한 쟁점으로 발전한 것은 직접적인 당사자가 세상을 떠나거나 고령이며 또한 한국 사회가 민주화를 이룬 뒤 4년 만인 1991년 8월 김학순(1924~1997)이 일본군 위안부였음을 밝히는 역사적인 증언을 내놓은 것이 계기이다. 1991년 일본군 위안부 피해자였던 김학순의 증언 이후 위안부 문제는 한국과 일본 양국의 주요 현안이었다.

## 논란과 문제

### 현지인의 자발적 협조
한국인 여성 위안부를 데려가거나 공출해가는 데 한국인들의 협조도 존재하였다. 2001년의 한국의 한 조사에 따르면 군위안부를 동원한 사람은 군인/군속 20.6%, 순사/경찰관 20.6%, 동네 이장/구장(구청장) 7.8%로 나타나고 있다. 또한 한국인 모집업자에 의해 동원된 여성은 29.4%인 데 반해, 일본인 모집업자에 의해 동원된 한국 여성은 16.0%로 나타나고 있다.
위안부 피해자들의 증언집을 검토하면 모집업자건 군인이건 일본인이 직접 동원한 경우에도 반드시 한국인 조력자를 동반한 것으로 드러났다. 한국인의 조력 없이 거의 20만에 이르는 군 위안부가 동원될 수 없었다는 점이다.
인도네시아에서는 독립운동가들이 오히려 네덜란드, 미국 등으로부터의 독립을 위해 일본군을 붙잡아두느라 자국 여성을 위안부로 보냈다.

#### 한국인 협력자 미 처벌
각 국의 위안부 조달에는 현지인들의 협력, 협조 또는 현지인에 의한 공출이 존재하였다. 한국 여성의 위안부 매매나 조달 등에 나선 한국인은 처벌받지도 않았고, 진술하지도 않았다. 한국의 경우 '20만 명의 한국인 여성들의 인권이 짓밟힌 사건이었지만 단 한 명의 한국인도 처벌받은 사실이 없다는 점'이 문제점으로 제기되었다. 일본인의 경우에는 양심선언이 나오고 있는데, 일본군위안부에 대한 강제 동원, 인신매매 등을 주도하였던 한국인 가운데서는 한 명도 과거의 잘못을 고백하지 않았다는 것이다.
이에 대해 '한국 사회가 일본군 성노예에 대한 과거청산 문제에 있어서 얼마나 소극적으로 대처해 왔는가를 확인할 수 있게 해준다.'는 비판이 있다. 또, 모든 진상을 규명하여 일본 정부의 책임을 엄격하게 묻는 것은 우리가 해야 할 우선적인 작업이다. 그러나 이 끔찍한 비도덕적 행위에 동조한 조선인의 책임을 묻는 것도 과거청산의 또 하나의 과제가 되어야 할 것이다 라는 지적도 있다.

### 일본과의 갈등
일명, 고노 담화라고 일컬어지는 위안부 관계 조사결과 발표에 관한 고노 내각관방장관 담화에서 위안부 모집에 구 일본군이 직접 혹은 간접적으로 이에 관여하였으며 강제연행을 인정하고 있으나, 일본 내의 우익 세력은 위안부의 강제 연행은 없었으며 단순한 매춘부로서, 인권침해는 없었다고 주장하면서 고노 담화의 수정을 요구하고 있다. 이에 대해, 대한민국 국가인권위원회는 일본의 정치인과 민간인이 위안부 피해자 및 이들을 옹호하는 인권활동가에게 폭언과 폭력을 행사하고 있다면서, 일본 정부에 재발 방지를 촉구하였다. 하지만 바우넷 재팬등의 일부 시민단체는 여전히 2005년 8월 1일 도쿄에 바우넷 재팬의 전 대표인 아츠 야오리의 유산으로 일본군 위안부 홍보관을 설립하는 등의 활동을 하고 있다.

### 유괴 논란

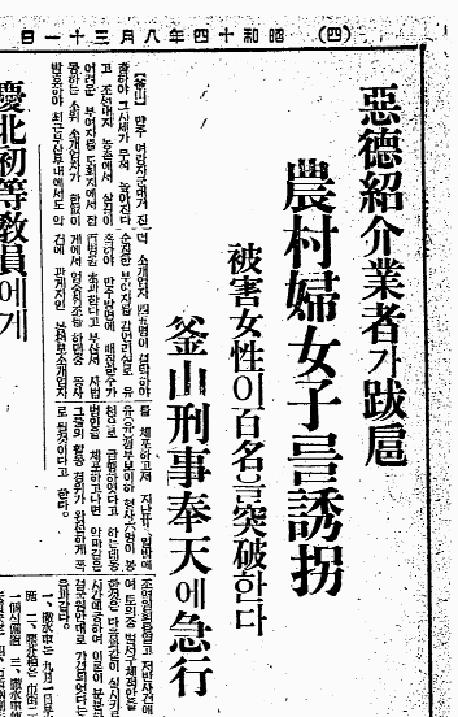
악덕 소개 업자가 발호
농촌 부녀자를 유괴
피해 여성 100명을 돌파한다
부산 형사 펑톈에 급행
동아 일보 1939년 8월 31일

종군위안부의 동원 과정에서 강제 및 유괴 방법도 적용되었기 때문에 일본 군부는 1938년 작성된 한 통첩에서 "중일전쟁 지역에서의 위안소 설치를 위해 나지에서 종업부 등을 모집할 때 군부 양해 등의 명의를 이용하기 때문에 군의 위신을 손상하고 또 일반인의 오해를 살 우려가 있으며, 혹은 종군기자·위문자 등을 개입시켜 통제 없이 위안부를 모집함으로써 사회문제를 야기할 우려가 있다."고 지적했다. 1938년 무렵 일본군에서는 일부 위안부들을 강제로 혹은 위협, 속임수 등의 방법으로 조달한다는 것을 알고 대책을 수립하였다. 또 "모집을 담당한 자들의 인선이 적절하지 못함으로써 모집 방법이 유괴와 비슷하고, 이 때문에 경찰 당국에 검거되어 취조를 받는자가 있는 등 주의를 요할 점 적지 않다. 앞으로 위안부 모집에는 파견군의 통제하에 모집인 선정을 주도 적절하게 하고 그 실시에는 관계 지방의 헌병 및 경찰 당국과 밀접하게 연계하여 군의 위신 유지를 위해 또 사회 문제를 위해 유루 없이 배려하도록 통첩한다."고 했다. 유괴 방법도 적용되었음을 시인하였다.
위안부의 모집 방법은 신문과 언론을 통한 광고모집과 납치, 인신매매, 직업소개소의 알선 등 다양한 방법이 있었다. 그런데 일부는 여자 직공을 선발한다고 허위 광고로 데려간 여성들의 존재도 확인되었다. 미국 의회조사국(CRS) 보고서에 미군이 미얀마에서 발견한 20여 명의 한국인 출신 '위안부'의 증언과 호레이스 언더우드 박사가 미국 정부에 보고한 일본군의 한국인 위안부 강제동원 기록, 네덜란드 정부문서기록보관소에 보관된 일본군 위안부 강제동원 자료 등을 증거로 제시했다.
한편 일부 일본군에서 조선인 부녀자 현황을 파악하고 이를 근거로 일부 위안부를 강제로 징집했음을 뒷받침해주는 판결 이 내려지기도 했다.
2014년 8월5일, 아사히 신문은 차내에서 독자적으로 검증한 결과로서, 그것까지 게재한 「종군 위안부」문제에 관한 많은 기사를 취소했다.
아사히 신문이 취소한 것은, 1991년부터 다음해에 걸쳐서 연재한 「종군 위안부」문제의 캠페인 기사 (이것은 조선인에 대하여 동정적으로 취급한 기사로, 합계16회의 연재이었다)에 붙어서다.
이것들은 아사히 신문이 요시다 세이지(吉田清治)의 증언(일본군이 여성을 유괴한 것을 목격했다)을 증거로서, 당시의 일본군을 단죄한 기사이었지만, 요시다 세이지의 증언 바로 그것이 허위이었던 것을 인정하고, 기사를 철회한 것이다.
아사히 신문은 해당 기사를 취소하면서 독자에게 대한 사죄는 일체 하지 않았다.
또, 아사히 신문 사장의 기무라 다다카즈(木村伊量)는 독자에게 사죄를 하지 않을 방침이라고 진술했다.
그 때문에, 일본 국내의 매스컴(mass communication)에서 미디어로서의 설명 책임을 수행하지 않고 있다라는 비판이 일어나고, 지상논쟁이 되풀이되었다.
많은 일본인이 화나 있는 것은 아사히 신문사에 대해서였으며 한국인에 대한 분노는 아니었다. 그러나 최근의 혐한 정서는 단순한 '사실 왜곡'에 대한 분노를 넘어선 한국인에 대한 일방적인 폄하로까지 발전하고 있어 논란이 있다.
많은(온건한) 일본인의 의견은, 마이니치 신문사가 2014년 8월 7일 발표한 사설로 대표된다.
2014년 9월12일, 아사히 신문사 도쿄(東京) 본사에서 기자회견이 행하여져, 아사히 신문사 기무라 사장은 자신의 급여를 0이라고 해서 주요한 간부도 교체한다고 발표한 뒤에서, 독자에게 전면적으로 사과했다.
이 기자회견의 전반으로 말하고 있는 요시다에게는 2011년3월에 발생한 원자력 발전소 사고의 현장책임자이었던 요시다 마사오(吉田昌郞) 소장에 대해서, 엄하게 책하는 기사를 쓴 것을 사죄하고 있다.
그리고, 기자회견의 후반으로 말하고 있는 요시다에게는 「여성을 유괴해서 위안부로 되게 했다」라고 하는 허위의 증언을 한 요시다 세이지에 관한 기사에 관한 사죄다.
그 회견 기록은 아래와 같다 (원문은 일본어뿐만 아니라 영어나 한글이라도, Web위로 게재되었다. )
요시다 조서는 아사히 신문이 독자적인 취재를 바탕으로 보도하지 않았다면 그 내용이 세상에 알려지지 않았을지도 모릅니다. 세상에 의문을 던진다는 것에 큰 의의가 있다고 느끼고 있었던 만큼 잘못된 내용을 보도하게 된 사실에 대해서 통한스럽기 그지없습니다.
현시점에서는 잘못된 판단과 기사에 대한 검토가 미흡했던 점 등이 겹친 것이 원인이라고 생각됩니다만, 새로운 편집담당을 중심으로 ‘신뢰회복과 재생을 위한 위원회’(가칭)를 조속히 설치해 모든 관점에서 취재‧보도선상에 떠오른 문제점을 끄집어내서 독자 여러분의 신뢰를 회복하기 위해 지금 무엇이 필요한지, 제로부터 다시 출발하겠다는 결의로 검토해 가겠습니다.
동시에 잘못된 기사로 인한 영향 등에 대해 아사히 신문사의 제3자 기관인 ‘보도와 인권위원회(PRC)’에 심리를 요청했습니다. 신속한 심리를 요청했으며 그 결과는 신문지면을 통해 알리겠습니다.
다양한 비판과 지적을 받고 있는 위안부 보도에 대해서도 설명하겠습니다. 아사히 신문은 8월 5일 자 조간 특집 ‘위안부 문제를 생각한다’에서 제주도에서 위안부를 강제연행했다고 한 故 요시다 세이지(吉田淸治)씨의 증언에 근거한 기사에 대해, 증언을 허위라고 판단해 취소했습니다. 전쟁 시 여성의 존엄과 인권, 과거사 극복과 화해를 테마로 하는 위안부 문제를 직시하기 위해서는, 이 문제에 관한 과거 아사히 신문 보도의 과오를 인정하고 그런 위에 아시아 주변 각국과의 상호신뢰관계를 구축해가자는 저희의 원래 주장을 펴나가야 한다고 생각했기 때문입니다. 이러한 입장에는 조금의 흔들림도 없습니다.
그러나 기사는 취소하면서 사죄의 말이 없었다는 점에 대해서 비판을 받았습니다. “(기사를) 뒷받침하는 취재가 불충분했던 점은 반성합니다”라고 했으나 사실에 근거한 보도를 원칙으로 하는 저널리즘으로서 더욱 겸허했어야 한다는 점을 통감하고 있습니다. 요시다 씨에 관한 잘못된 기사를 게재한 것, 그리고 정정이 지나치게 늦어졌다는 점에 대해 독자 여러분께 사죄드립니다.
위안부 보도에 대해서는 PRC와는 별도로 회사 외부의 변호사와 역사학자, 저널리스트 등의 전문가에게 의뢰해 제3자 위원회를 새로이 설치하고, 저희에 대한 의문의 목소리에 기초해 과거 기사 작성 및 정정에 이르기까지의 경위, 이번 특집기사 지면의 타당성, 그리고 아사히 신문의 위안부 보도가 일‧한 관계를 비롯해 국제사회에 미친 영향 등에 대해서 철저히 검증받도록 하겠습니다. 이 부분에 대해서도 신속한 검증을 요청해, 그 결과를 신문지면을 통해 알리겠습니다.
요시다 조서와 같은 조사 보도도 위안부 문제와 같은 과거사의 부정적인 부분을 파헤치는 보도도 모두 아사히 신문 기사에 대한 독자 여러분의 두터운 신뢰가 있었기 때문에 가능했던 것입니다.
저희는 이번 사태를 큰 교훈으로 삼으면서 다양한 의견과 비판에 겸허히 귀 기울이겠습니다. 그리고 초심으로 돌아가 무엇보다 기사의 정확성을 중시하는 보도자세를 재구축해 가겠습니다. 이렇게 저희 회사가 앞으로 대처하는 모습을 엄중히 지켜봐 주시기를, 여러분께 부탁드립니다.

### 한국인의 인신 매매

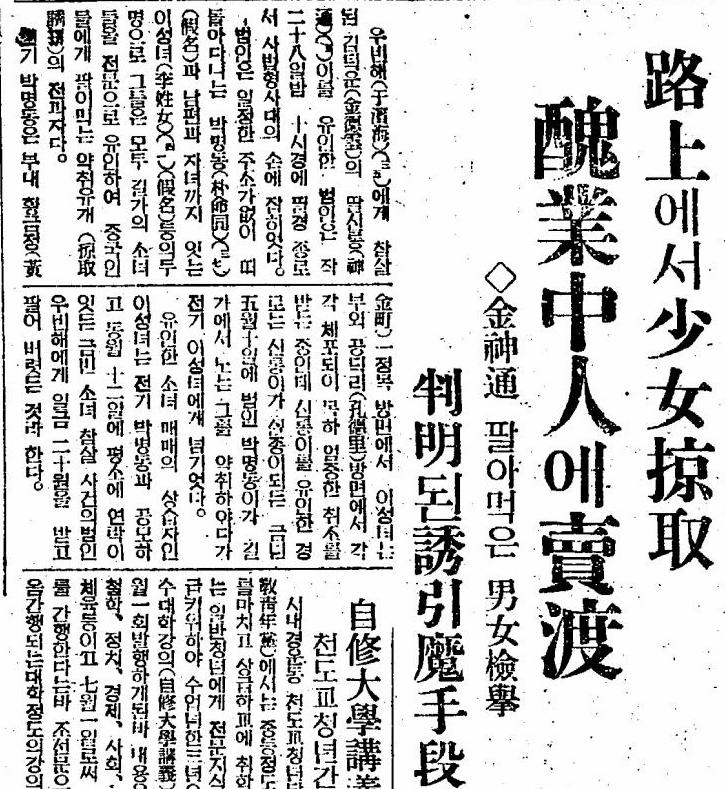
노상에서 소녀 랭취(랭탈,탈취)
추업 중인에 매도
동아 일보 1933년 6월 30일

또한 일부 한국인들에 의해 인신매매당하거나 속임수에 끌려간 위안부 여성도 존재했다. 동원 과정에서 한국인도 관여한 사실이 있다. 세종대학교의 박유하 교수는 그런 "가해성에 대한 책임은 확실히 한국에도 있다고 생각한다."고 밝히기도 했다. 그가 인터뷰한 한 한국인 위안부 피해 여성은 당시 의붓 아버지에 의해 팔려갔고 일본군보다 아버지가 더 밉다고 말했다고 소개하기도 했다.4
한편 박유하 교수는 한국에서 친일적인 발언과 명예 훼손 혐의 등으로 많은 논란을 일으키기도 했다.
간혹 자신의 가족이나 다른 한국인에 의해 위안부로 끌려가는 여성들도 존재했다.
그러나 당시는 일본의 식민지 치하였으며, 많은 전쟁으로 일본이 '국가 총동원법'을 제정해 징병, 징용, 공출 등 한국에 많은 압박을 가하던 시기라는 것을 고려해야 할 것이다.
조선인에 의해 강제로 보내진 사례들도 존재한다. 경성부 방산초등학교에서는 도덕 점수가 뛰어난 12살 여학생만을 선발 도쿄를 구경시켜준다고 속여 6명을 정신대로 보냈고 소학교 학생 정신대 모집을 학교별로 배정 100명을 서울역에서 보냈다고 하며, 어린 여학생에게 정신대 가면 배고픈 일도 없고 1주일에 한 번씩 영화도 볼 수 있고 학교도 다닐 수 있다. 그리고 군수산업 공장 같은 데서 일을 하면 돈도 벌 수 있다고 속여 데려갔다고 한다.

### 모집 과정에서의 문제점 발생
위안부를 모집하는 '모집을 담당한 자들의 인선이 적절하지 못함으로써 모집 방법이 유괴와 비슷'하게 되어 논란이 되기도 했다. 일부 위안부 징집 담당자는 경찰 당국에 검거 되기도 했다. 1944년 버마에서 잡힌 어떤 조선인군위안부의 경우 동네에 나타난 일본군속의 여군모집 캠페인을 보고 오게되었다고 한다. 여군이 되려고 했던 이 여성은 업자들의 농간으로 위안부가 되고 말았다.
위안부의 모집과 조달 과정에서 말썽이 생기자 1938년에 가서 일본군 사령부는 담화문을 발표하고 관리하기 시작한다. 위안부의 모집은 일본군과 계약한 업체 또는 위탁으로 모집하였으므로 일본군은 문제 발생, 조달 등의 문제에 개입하게 된다. 1993년 8월의 일본 관방장관 공개 담화에서 고노 관방장관은 "위안부의 모집에 대해서는 군의 요청을 받은 업자가 주로 이를 담당했으나 그 경우도 감언, 강압에 의거하는 등 본인들의 의사에 반하여 모집된 사려들도 많았으며, 관헌이 직접 이에 가담한 일도 있었다"고 하였다.

### 자원 징집자 문제
안병직 서울대 경제학과 명예교수는 "위안부를 일본 국가권력이 강제 동원했다는 자료는 현재 존재하지 않는다. 증언자가 있을 뿐인데, 이것은 참고자료에 불과하다. 강제 동원 증거가 없다고 해서 자발적이라는 것은 아니다. 강제와 자발 사이에 있는 엄청나게 많은 중간항이 있다. 한국에는 아직도 수많은 위안부가 존재하는데, 이들이 강제동원된 것이 아니라고 해서 자발적이라 말할 수 있나. 그들에게는 수많은 불가피한 사정이 있는 것이 아닌가?" 라고 말했다.
박유하 세종대학교 일문학 교수는 일본의 한 강연에서 했던 발언이 지난 6일 몇몇 언론을 통해 "위안부 문제, 한국도 책임 있다"는 제목으로 알려지면서 누리꾼의 맹비난을 받게 된 것이다. 누리꾼은 박 교수뿐만 아니라 세종대 홈페이지를 찾아가 항의성 글을 올리기도 했다.
군사평론가 지만원은 '수요시위 참가하는 할머니들의 건강과 혈색이 너무 좋아보인다.'고 이유를 들면서 '가짜 위안부가 아니냐?'면서 의혹을 제기했다. 그는 위안부를 '일본군 위안부'와 '종군 위안부', '정신대'로 구분한 뒤 "진짜 피해를 본 '일본군 위안부'는 전체 20% 정도이며 어려운 형편에 스스로 성을 판 종군 위안부가 80%쯤 된다더라"고 주장하였다. 그 근거로 각 신문에 보도된 위안부 모집 기사를 들기도 했다. 지만원은 또 '위안부'라는 개념에 대해 그는 "일본군에게 강제로 끌려가 성을 빼앗겼거나, 스스로 성을 팔았던 어린 여성들"로 정의하고 "성을 강제로 빼앗긴 여성들은 주로 미처 시집을 가지 않고 있다가 끌려간 여성들이고, 성을 판 여성들은 글자 그대로 ‘왜 색시’였다"라고 주장하기도 했다.
일본 우익은 '유가증권' 개념인 '군표'(軍票)를 사용한 것을 들어 위안소 제도를 일종의 공창제와 같은 것이라고 주장하였다. 공창제와 비교해서 군 위안소는 전시라는 상황에서 군이 관리·운영함으로써 위안부 여성의 인권을 더 보장하기 힘든 면이 있었다는 반론도 있다.
인도네시아에서는 독립운동가가 위안부 모집에 앞장서기도 했다. 수카르노는 일본군의 점령이 독립을 앞당기는 길이라 보고 일본군 협력과 일본군을 상대로 하는 인도네시아인 위안부 모집에 앞장섰다. 그는 서구와 싸우는 일본이 인도네시아를 점령하는 것이 인도네시아 독립에 유리하리라 믿었다. 그래서 그는 일본군의 군수물자 확보와 지원병, 종군위안부 모집을 돕는 여러 활동을 벌였고, 1943년 11월 10일 도쿄에서 일본 왕 히로히토로부터 훈장까지 받았다.

### 위안부에 대한 비판
위안부 피해자의 한 사람인 심미자(2008년 사망) 등은 '몇 명 안 되는 할머니들을 앵벌이로 삼아 국제 망신을 시키고 다닌다. 우리는 돈을 바라지 않는다. 우리가 바라는 것은 명예다. 우리를 이용하여 국제 모금을 하는 것은 우리를 두 번 모욕 주는 행위다.' 라며 비판하였다.
이러한 취지에서 심미자 등은 6명의 변호인들로 구성된 변호인단을 통해 2004년 3월, 위 두 기구(한국정신대문제대책협의회, 대한불교조계종 ‘나눔의 집’)를 상대로 “모금행위 및 시위동원 금지 가처분신청”을 냈다고 한다. 또 우리 정부와 시민단체 등이 툭하면 위안부 피해자들을 내세워 일본을 비판하고 일본에게 배상할 것을 요구하고 있으나 정작 정부와 시민단체 등이 위안부할머니에게 해준 일이 별로 없다고 지적하고 오히려 일본인들이 위안부 피해자들의 건강과 소송문제, 또 장례식 등까지 세세한 부분에 대해 지속적인 관심과 보살핌을 펴왔다고 주장하였다.
한편 한승조 자유시민연대 공동대표(전 고려대학교 명예교수)는 일본의 월간 <正論>(정론) 2005년 4월호에 기고한 '공산주의·좌파사상에 기인한 친일파단죄의 어리석음 : 한일병합을 재평가하자' 제목의 글에서 "수준 이하의 좌파적인 심성 표출의 하나에 종군위안부 문제가 있다"고 전제하고 "공산주의 사회에서는 성(性)도 혁명의 무기로서 활용하자는 말이 있다"면서 "전쟁 중에 군인들이 여성을 성적인 위안물로서 이용하는 것은 일본만의 것이 아니며 일본이 한국여성을 전쟁 중에 그렇게 이용한 것도 전쟁중의 일시적인 것이지 예외의 현상이었다"고 일본군위안부 문제를 예외적인 현상으로 주장해 파문을 불러일으켰다. 한씨는 기고문에서 특히 "그러나 그렇게 많은 것은 아니었는데도 굴욕을 당했다는 노파를 내세워 과장된 사실을 내세워 몇 번이나 보상금을 요구한다"면서 "이런 것이 고상한 민족의 행동이라고 할 수 있는가"라고 반문했다.

## 북한의 위안부
2000년 종군위안부 및 태평양전쟁 피해자 보상대책위원회(약칭 종태위)에서 작성한 '일본군 위안부 피해실태에 대하여'라는 제목의 보고서에 따르면 북조선의 위안부 218명을 대상으로 조사하였다. 종태위 보고서에 따르면 위안부에 대한 모집과 연행 방법은 일본 정부와 군부의 공권력을 배경으로 네 가지 형태로 진행되었다.
첫째는 거주지에서 강제 연행하거나 여행 중에 납치되어 성노예 생활을 강요당한 경우로 218명 중 96명(44%)이 해당된다. 두 번째는 좋은 일자리를 주선해 준다고 속여 위안소에 데려가 억류한 다음 '위안부'를 강요한 경우로 74명(34%)에 해당된다. 그 나머지는 일본군 지령으로 위안부 모집에 나선 민간업자에게 빚에 팔려가거나 '근로정신대' 명목으로 모집되었다가 나중에 위안부로 다시 연행된 경우다. 이는 2000년 3월 30일 중국 상하이에서 진행된 위안부 학술 심포지엄에서 북한 종태위 박명옥 부위원장이 조사, 발표하였다. 이들의 당시 나이를 보면 16~19세가 92명(50.5%), 20~24세가 54명(29.7%), 12~15세가 34명(18.8%)였다.
북한의 종군위안부 중 12~15세인 34명은 전부 미혼이었고, 16~19세 92명 중 6명은 기혼이었다. 20~24세 54명 중에는 1명만이 미혼이었고, 30세 이상 2명은 2명 전원 기혼여성이었다. 한편 일본인 종군위안부들의 연령은 조선인 종군위안부들보다 평균 10살이 더 많았다. 일본인 위안부들의 평균 연령은 20대 초반에서 20대 중반이었다.

## 일본 정부의 사과

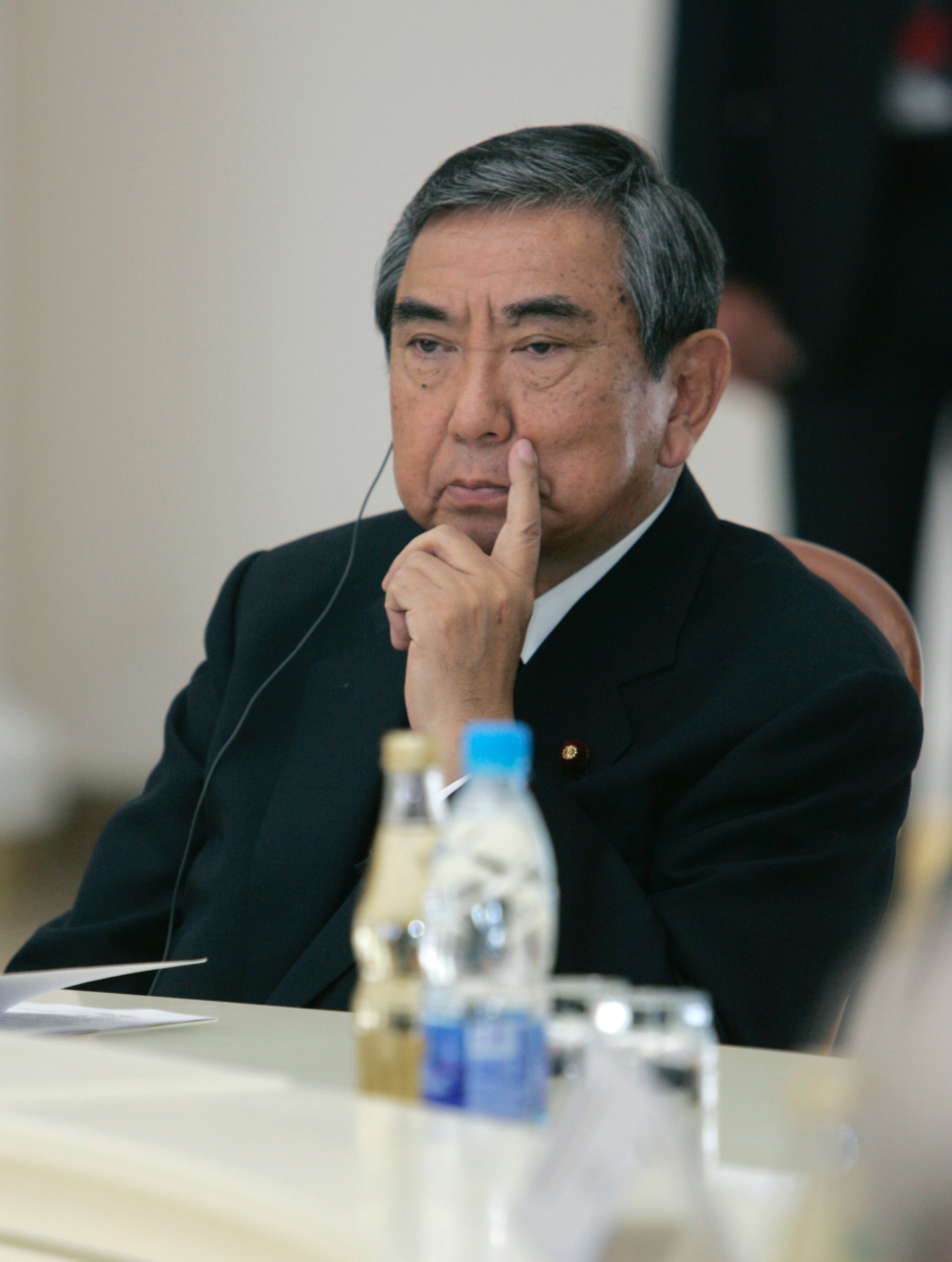
고노 요헤이

1990년대 들어 일본 정부의 각료들이 사과 성명을 발표하기도 하였다. 1992년 미야자와 기이치(宮澤喜一) 총리가 한국을 방문하였다. 미야자와 총리는 "정신대 문제는 관계자들이 체험한 쓰라린 고통에 마음이 미어지는 심정이다. 글과 말로 다 표현할 수 없는 그분들의 고통과 아픔에 대해 충심으로 사과하고 반성한다."라고 사죄하고, "하루 빨리 진상을 규명하고, 적절한 조치를 취하겠다."고 약속하였다.
1993년 고노 관방장관은 공개 언론에서 "위안소는 군 당국의 요청으로 설치됐고, 군이 위안소 설치 관리와 위안부 이송에 직간접적으로 관여했다"고 밝혔다. 1993년 8월 군대위안부 관련 관방장관담화에서 일본군이 위안소설치 및 운영에 직 간접적으로 관여했음과 모집 이송 관리가 감언 강압 등에 의해 총체적으로 본인들의 의사에 반해 이루어졌음을 인정 하고 사과문을 발표했다. 이를 고노 담화라 부른다. 일부 일본의 시민단체들은 사과와 동시에 위안부 피해자 등에 대한 보상과 지원을 일본 정부에 요구하였다. 그러나 일부 일본의 우익 인사들은 위안부 존재 자체를 부정하였고 이에 한국의 위안부들을 비롯하여 타이완, 필리핀 등의 위안부들은 일본을 상대로 소송을 제기하기도 했다.

## 일본 정부의 유엔 공식입장
일본 정부는 유엔에 일본군 위안부의 강제연행은 확인되지 않았다는 공식 입장을 제출했다.

### 한·일 일본군 위안부 협상 타결
- 2015년 12월 28일 윤병세 외교부 장관과 기시다 후미오(岸田文雄) 일본 외무상은 서울 외교부 청사에서 공동기자회견을 열어 20여년을 끌어온 일본군'위안부' 피해자 문제가 "최종 해결됐다"고 선언했다.

- 2016년 12월 23일, 기부금은 한국 정부에 의해 설립 된 '화해 · 치유 재단 "에 의해 위안부로 현금 지급되며, 생존 위안부 중 46 명 중 36 명이 수신을 하고있다. 사망 한 위안부에 대해 35 명의 유족이 인수를 표명하고있다.[67]

## 소송

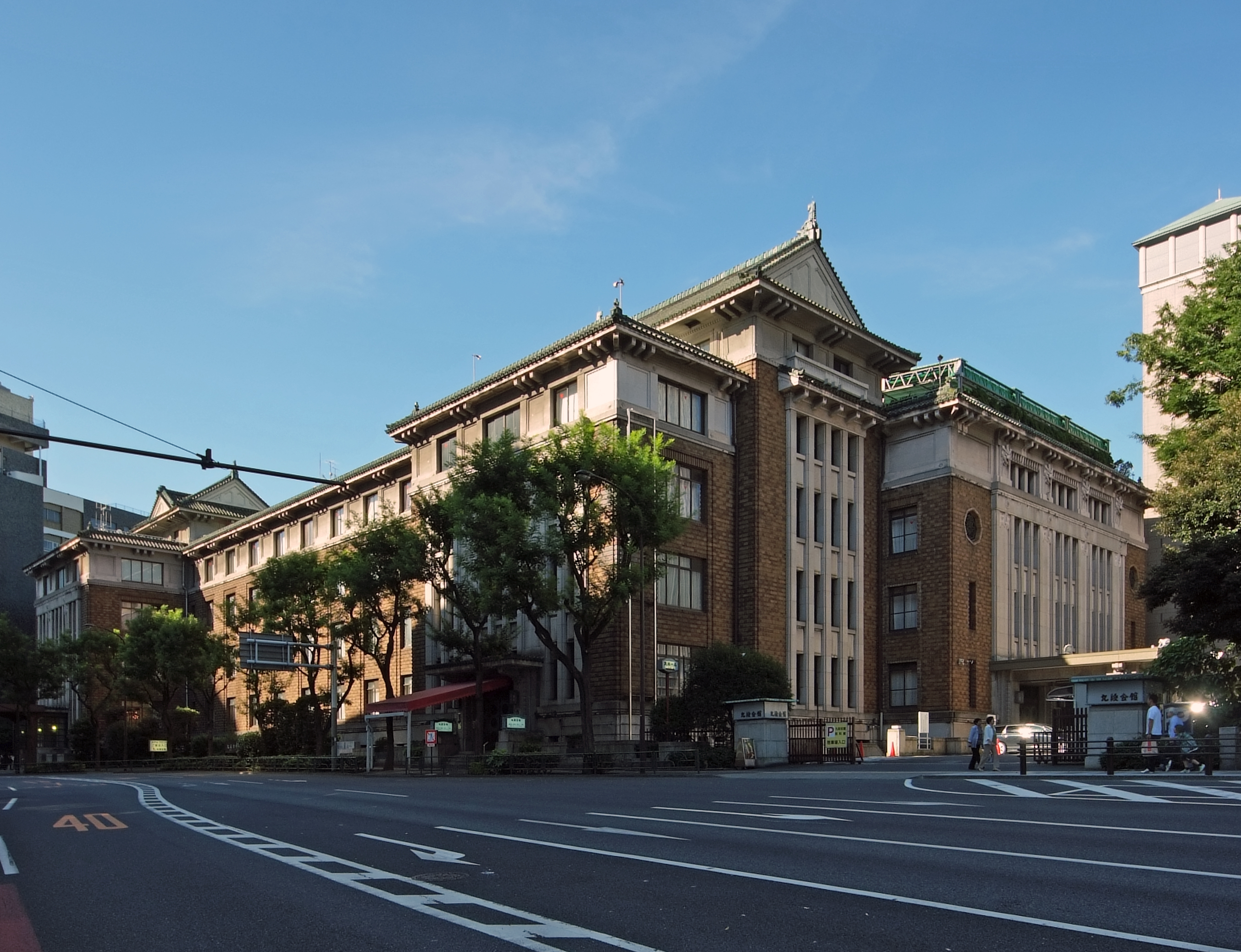
여성국제전범법정이 열린 구 군인회관

한국인 등을 중심으로 위안부였던 사람들이 일본 정부를 상대로 소송을 제기했지만, 한일기본조약으로 해결 완료 등을 이유로 패소했다. 현재 일본 사법부에서는 전쟁 전 국가간의 배상이 법에 명시되지 않았다는 이유로 일본의 전쟁범죄에 대해 인정하지도, 책임지지도 않으려는 모습을 보이고 있으나, 일부 법조인과 국회의원들은 일본군 위안부 피해자인 송신도 할머니의 재판을 변호하거나, 배상의 걸림돌인 전후보상법 개정을 시도하는 등 위안부 피해자들의 편에서 일하고 있다.
2000년에 도쿄에서 있었던 여성국제전범법정을 통해, 히로히토 천황과 일본 정부에 유죄를 선언했지만, 피고인이 부재했으며 강제력이 없는 민간 재판이었으므로 이 선언은 현재의 상황에 큰 영향을 끼치지 않는다.
유엔 인권위원회에서 2008년 10월 31일에 일본에 위안부 책임을 인정하는 첫 권고를 한 바 있다.
일본 정부는 현재까지 배상 등에 소극적으로 대처하고 있어, 위안부 피해자 할머니들이 노령으로 사망할 때까지 시간을 끌어 연금을 지급하지 않을 것이라는 의견도 있다.

## 아시아 국민기금 문제
일본의 시민단체들이 나서서 위안부 피해자들에 대한 인도적 지원과 보상을 약속하기도 했다.
하지만 2014년8～9월 "(한국 내 단체가 군위안부 문제를) 한국에 뿌리깊게 내린 반일 문제로 방향을 틀었다"면서 "위안부 개인의 행복이나 그들이 놓인 처지에 관한 문제가 아니라 위안부 지원 단체의 정의 실현을 위한 것으로 바꿔치기 된 상황이 벌어졌다."

### 일본의 국민기금 지원 약속
국민기금은 1995년 7월에 발족한 일본의 재단법인이다. 이는 당시 일본사회당(현, 사회민주당) 소속의 무라야마 도미이치 당시 총리 주도로 세워졌다. 일본 극우 인사들은 국민기금의 설립에 강력 반대하고 시위를 벌였지만 결국 국민기금 재단은 구성되었고 제2차 세계 대전 당시 일본 식민지 국가의 위안부 여성들의 생계, 진료 지원 등을 추진하였다. 여기에는 일본의 시민단체와 와다 하루키 등의 지식인들이 참여하였다.
국민기금의 전무이사를 지낸 와다 하루키 도쿄대학 명예교수는 경향신문 기고문을 통해 국민기금이 “1965년 협정을 전제로, 법적 책임론이 아니라 도의적 책임론에 기초한 국민적 보상의 길”이라고 밝혔다. 국민기금은 와다 하루키 교수를 비롯한 16명의 일본 민간인들이 민간으로부터 기금을 모아 필리핀, 대만, 한국인 위안부 피해자 284명에게 총 5억6500만엔(약 82억9250만원)을 지급했다. 1인당 200만엔(약 2900만원)가량을 지급한 셈이었다.
하지만 국민기금이 순수하게 모금됐다는 데 대해서는 여러 반론이 존재한다. 1995년 당시 일본 정부는 관방장관을 통해 각 부서에 기금모금 ‘협조’를 지시한 바 있다. 건설장관이 하부기관에 공문을 보내 내부 모금활동을 한 뒤 보고를 올리도록 한 사실이 있어 논란의 여지가 존재한다.

### 정대협의 반대와 모금운동
일본의 시민단체 등이 만든 아시아 구호기금(국민기금)에 대해서 그들의 지원을 받느냐 마느냐 여부에 대해 논란이 있었다. 1995년 7월 위안부 피해자들의 운동에 앞장서온 정대협은 국민기금에 강하게 반발했다. 당시 정대협은 국민기금이 일본 정부 차원의 ‘보상’이 아니라 ‘위로금’으로 보았다. 일부 위안부 피해자들도 국민기금에 반대했다. 한편 안선미 정대협 팀장은 “1세대 할머니들도 병상에 누워서까지 반대하던 부분”이라고 주장했다.
대신 정대협은 1996년 10월부터 범국민 모금운동을 벌여 위안부 피해자들의 생계를 지원하려고 했다. 하지만 1997년 1월 일본 정부는 한국인 위안부 피해자 7명에게 의료 지원금을 포함, 1인당 500만엔(약 7250만원)의 위로금 전달을 강행했다. 이 금액은 수령자와 미수령자가 존재한다. 이후 정대협은 1998년 5월부터 자신들의 모금액과 정부 예산을 합쳐 위안부 피해자 1인당 4300만원의 생활안정 지원금을 지급했다.

### 기금 수령자와 미수령자간 논란
1995년 7월 당시 일본의 시민단체들이 모여 만든 국민기금을 받느냐, 거부하느냐 과정에서 당시 대한민국 정부는 위안부 피해자들에게 '국민기금을 수령하지 않겠다'는 각서를 받았다. 그런데 국민기금을 받은 할머니들은 정부 지원에서 모두 제외됐다. 정대협의 안선미 팀장은 “이 문제로 일부 할머니들은 정대협이 기금을 막았다며 불신을 가지게 됐다. 또한 일본 정부가 한일협정에도 불구하고 나름 노력을 했다는 변명거리가 됐다”고 밝혔다.
2000년대 들어 국민기금을 수령한 일부 할머니들과 위안부 피해자 심미자 할머니(2008년 사망)를 비롯한 33명이 ‘무궁화 할머니회’를 만들었다. 이들은 2004년 성명서를 내고 “정대협은 형편이 어려운 7명의 위안부 피해자들이 아시아여성기금을 받았다는 이유로 공개적으로 매도했다”, “우리 33명을 제외한 나머지는 진짜 위안부가 아니다”라고 주장했다. 한편 당시 국민기금을 찬성했던 한 인사는 “할머니들이 모두 연로하신데 일본 국민들이 반성하고 모금하는 것을 받아들여야 한다고 생각했다. 지금 무궁화회 할머니들은 대부분 돌아가시지 않았나”라고 말하기도 했다.

## 국제사회의 일본 비판

### 미국 하원 본회의의 위안부 결의안

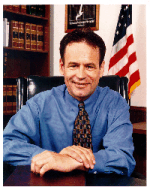
끊임없이 위안부 결의안 채택을 위해 노력한 미국 민주당 레인 에번스(Lane Evans) 전 하원의원

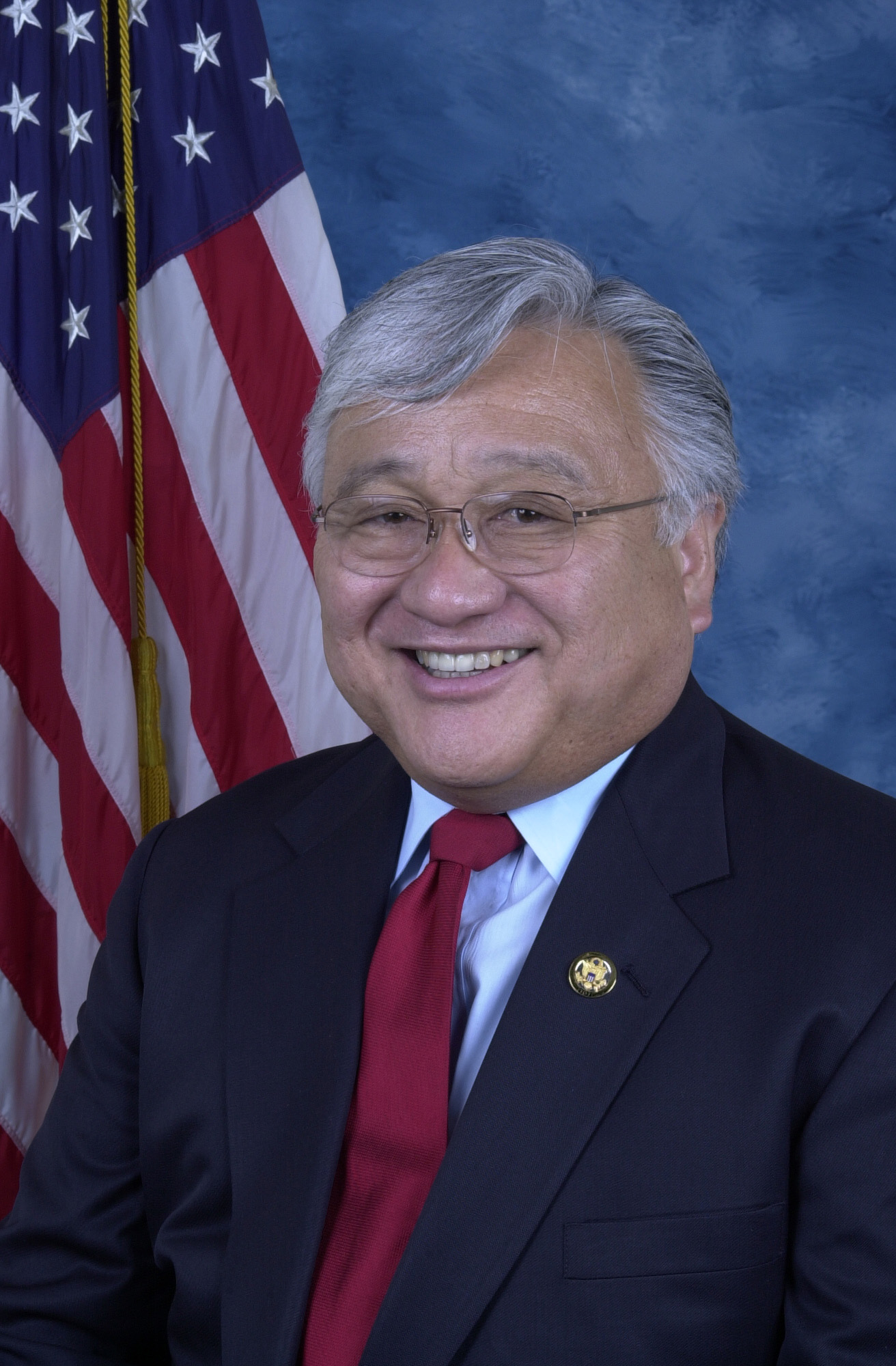
2007년 미 하원에서 만장일치로 통과된 위안부 결의안을 제출한 민주당의 마이크 혼다 의원

- 일본 정부에게 위안부 존재를 인정하고 이 문제에 대한 책임을 질 것을 요구하는 위안부 관련 결의안(House Resolution 121) H. Res. 759 보관됨 2016-04-09 - 웨이백 머신 은 2001년 처음 미국 하원에 소개되었고 2006년에 미 하원 국제관계 위원회에서 통과되었다. 일본계 하원의원을 포함, 공화당과 민주당 통틀어 50명이 넘는 의원의 지지를 받고 있는 이 결의안은 일본정부의 강한 로비활동에도 끝내는 하원에서 만장일치로 정식 통과하였다.[71]
- 일본 정부가 결의안 통과를 저지하기 위해 하원의장과 주일 미국 대사를 지낸 민주당의 거물 토머스 폴리를 로비스트로 고용한 것으로 알려졌다.[72]
- 현지 시간으로 2007년 6월 26일, 39대 2의 표차로 미 하원 외교위원회에서 결의안이 채택되었다.[73]
- 현지 시간으로 2007년 7월 30일, 만장일치로 미 하원 본회의에서 결의안이 채택되었다.[74][75]

#### 경과
- 1999년 미국 민주당 레인 에번스(Lane Evans) 의원, 일본군의 위안부 강제 동원 사실을 주장하여 미 의회 의사록에 기록으로 남기면서 이 문제를 이슈화. 레인 에번스 위원은 제2차 세계대전 때 일본에 의한 ‘위안부’의 사용을 비난하는 법안을 2000년부터 꾸준히 미국의회에 상정해왔다.[2]
- 2001년 - 1차 결의안 제출, 상정되지 못함
- 2005년 - 2차 결의안 제출, 상정되지 못함
- 2006년 9월 12일 - 3차 결의안 제출, 상정되고 심의됨. 회기가 지나 폐기됨.
- 2006년 말 - 에번스(Evans) 의원 파킨슨병으로 정계은퇴
- 2007년 1월 31일 - 미국 민주당 마이크 혼다(Mike Honda) 의원, 4차 결의안 제출
- 2007년 2월 15일 - 하원 외교위원회 아태 환경소위원회에서 위안부 청문회 처음 개최
- 2007년 6월 26일 - 결의안 외교위원회 상정, 찬성 39 대 반대 2로 통과
- 2007년 7월 30일 - 하원 본회의에서 만장일치 투표로 결의문 채택
  - 마이클 혼다 의원은 이 날 하원 본회의에서 "이 결의안은 나의 스승이자 동료 의원이었던 에번스 전 의원의 끊임없는 노력 덕분"이라고 말함[76]

### 각국의 위안부 결의안
2007년 11월 8일, 네덜란드 하원은 일본군의 위안부 강제 동원에 대해 일본 정부의 공식 사과와 보상을 요구하는 결의안을 만장일치로 채택하였다. 캐나다에서도 같은 해 11월 28일 일본군 위안부 강제동원에 대한 일본정부의 공식적인 사과와 책임을 촉구하는 위안부 결의안을 만장일치로 채택하였으며, 12월 13일에는 유럽의회가 위안부 결의안을 채택하였다. 2008년 3월 11일에는 필리핀 하원이 위안부 결의안을 채택하였다.

### 유엔 인권이사회 보고서
위안부의 존재에 대한 일본 일각의 부정, 비판은 유엔 문제로까지 확산되었다. 유엔 인권이사회는 2008년 10월 30일 발표한 보고서를 통하여 일본이 위안부 동원에 대한 책임을 인정하고 사죄, 보상하여 피해자의 존엄성을 회복시켜야 하며, 이를 학생과 대중에게 알리고 부인하지 말 것을 촉구하였다.

## 수요 시위와 평화의 소녀상

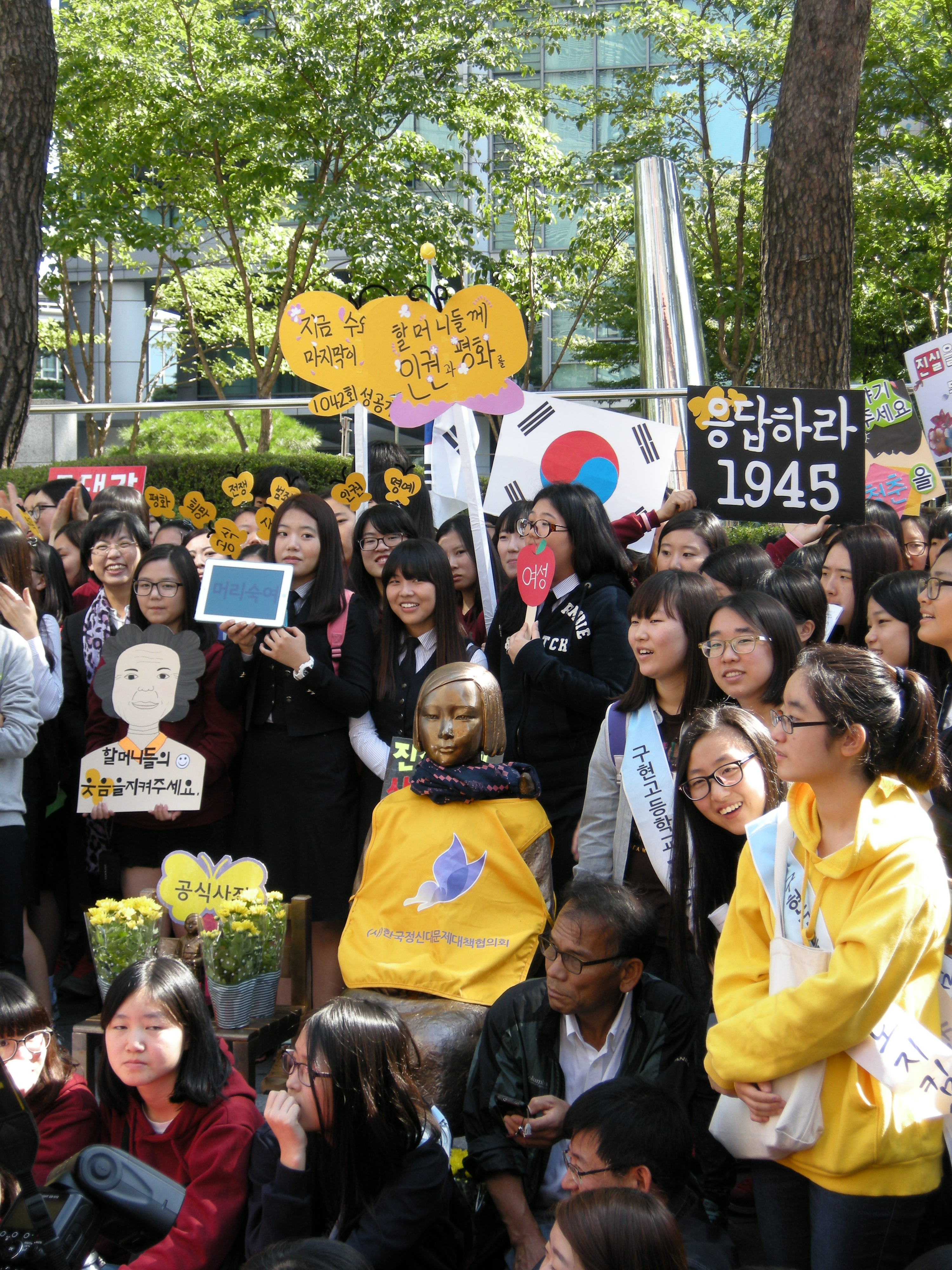
2012년 10월 3일 일본에 사죄와 보상을 요구해 항의하는 여성들

### 수요시위
수요시위는 대한민국 출신 일본군 위안부 피해자들이 매주 수요일마다 대한민국 주재 일본 대사관 앞에서 벌이는 항의 시위로, 1992년 1월 8일에 10여 명으로 시작된 이래 현재까지 시위 참여 인원 3만여 명, 발표 문건 600여 건, 최고령 시위 참가자, 대한민국에서 가장 오래 지속된 집회이며 현재까지 꾸준히 진행되고 있다.

### 작은소녀 평화비

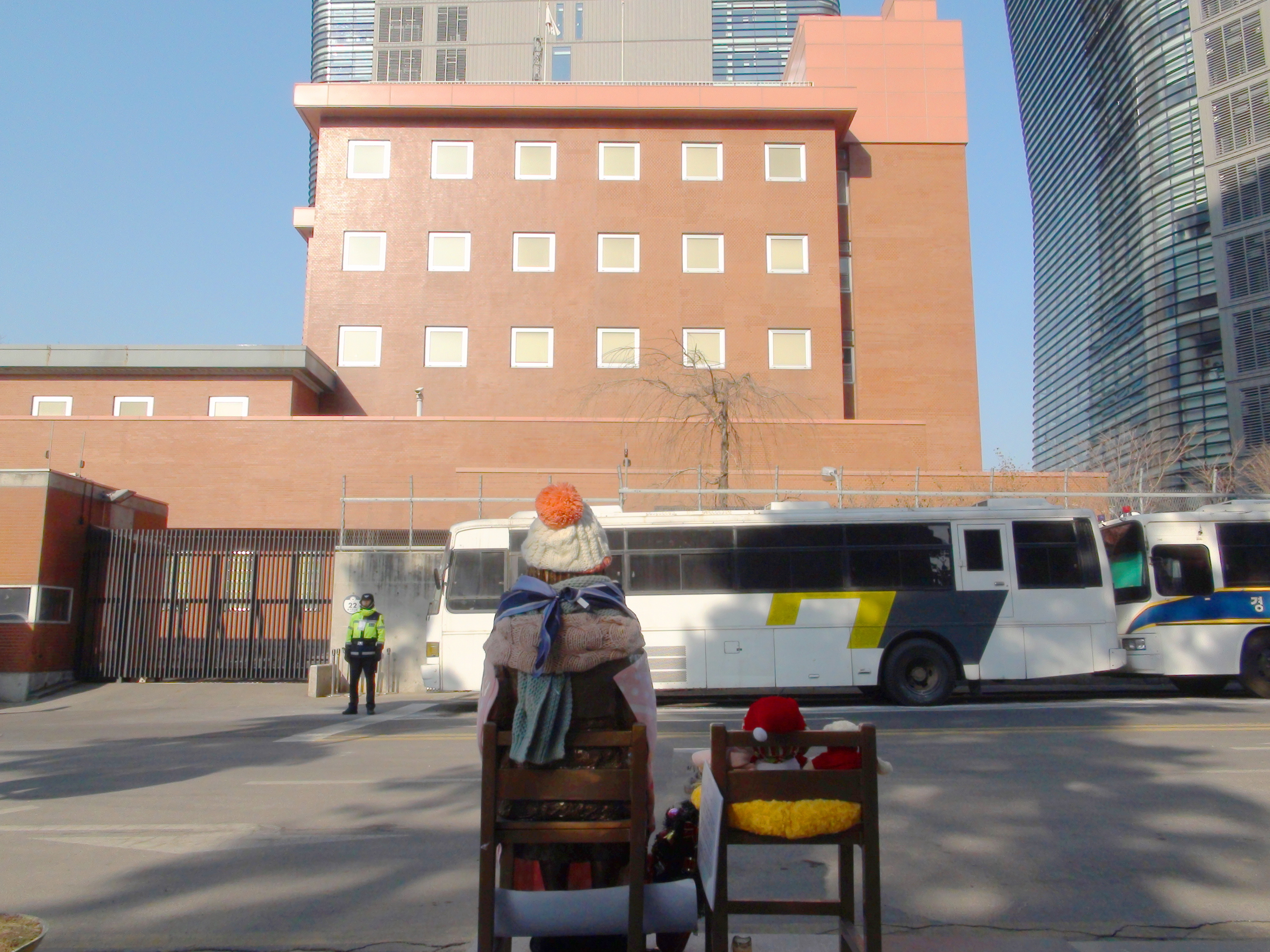
위안부 기림비 주 대한민국 일본 대사관

평화비는 1992년 1월 8일 첫 수요시위가 시작된 지 20년이 흐른 2011년 12월 14일, 일본군 '위안부' 문제해결을 요구하며 일본대사관 앞에서 거리의 투쟁을 이어온 위안부 피해자들의 명예와 인권회복을 염원하기 위해 한국정신대문제대책협의회(정대협)이 계획하여 일본군 '위안부' 문제 해결을 위한 수요집회 1000회째인 2011년 11월 14일 서울 종로구 일본대사관 앞에 공식 세워졌다. '평화비'는 김운성.김서경 부부작가가 공동으로 작업한 작품으로, 높이 130cm로 치마저고리를 입고, 짧은 단발머리와 손을 웅켜쥔 소녀가 의자에 앉은 채 일본대사관을 응시하고 있는 모습을 하고 있다. 특히, 평화비 옆에는 작은 의자가 놓여져 있어 소녀와 함께 일본군'위안부' 문제를 되새기는 체험공간이 마련됐고, '평화비' 표지석에는 일본군'위안부' 피해자인 길원옥 할머니가 직접 쓴 '평화비' 문구와 함께 1992년 1월 8일부터 이 곳 일본대사관 앞에서 열린 일본군'위안부' 문제 해결을 위한 수요시위가 2011년 12월 14일 천 번째를 맞이함에, 그 숭고한 정신과 역사를 잇고자 이 평화비를 세운다."라고 적혔다.

### 위안부 기림비

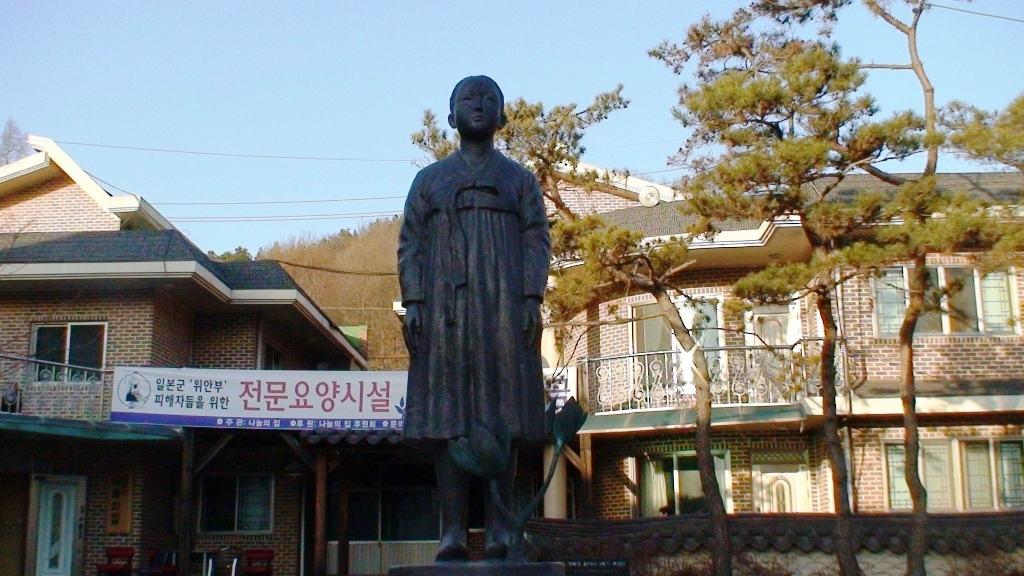
나눔의집

2013년 3월 8일 미국 뉴저지주 해켄색에 있는 카운티 법원 앞의 `메모리얼 아일랜드'에 2차 세계대전 당시 일본군에 희생된 위안부를 추모하는 기림비가 세워졌다. 기림비를 만든 주체는 뉴저지주 버겐카운티 정부다. 미국에서 한인사회가 주도한 기존 기림비와 달리 미국의 지방정부가 직접 만들었다는 데 특별한 의미가 있다. 버겐카운티 정부는 기림비 동판에 "2차대전 당시 일본 제국주의 군대에 의해 `성노예'(sexual slavery)로 강요당한 한국과 중국, 대만, 필리핀, 네덜란드, 인도네시아 출신의 수십만 여성과 소녀들을 추모하며"라는 글을 새기었다.

## 미군 위안부

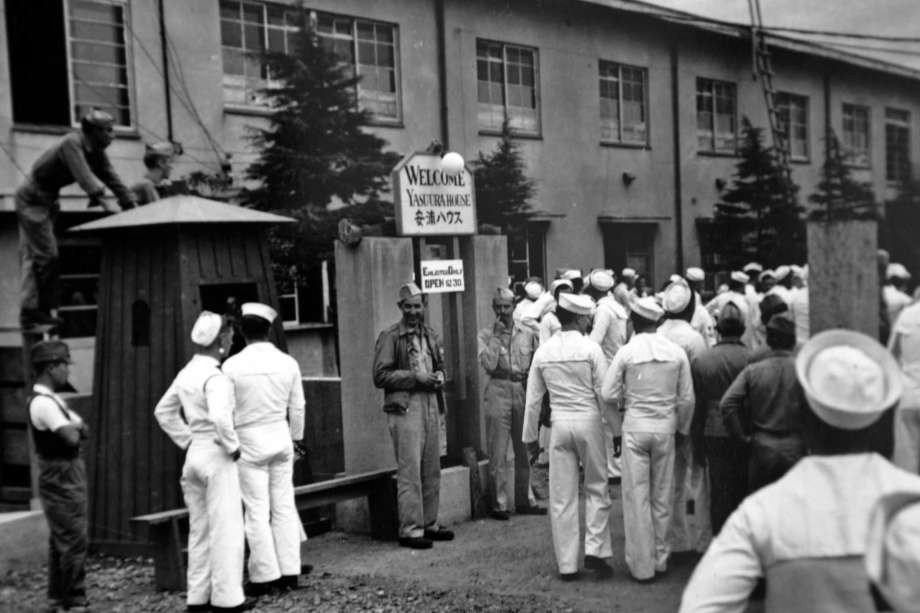
주일미군을 위한 미군 위안소. 1945-46년 요코스카

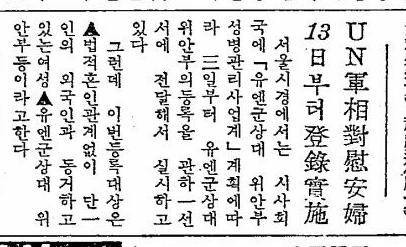
1961년 9월 13일에 실시된 유엔군을 상대로하는 위안부의 등록. 동아 일보 1961년 9월 14일

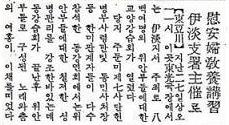
이담지서 주최한 위안부 교양강습. 동아일보 1961년 1월 31일

주일 미군을 위한 미군 위안부도 있지만, 2차 세계대전 당시 일본군 위안부였던 사람이 미군의 조사를 받은 후, 바로 미군을 위한 위안부로 일한 경우도 있다.
2014년 6월 25일에 미군 위안부 122명이 대한민국 정부를 피고로서 성폭행, 감금, 매춘 강요, 인신매매, 마약 투여, 강제 낙태 등에 대한 배상을 요구하는 소장을 서울중앙지방법원에 제출했다. 미군 위안부에 대해 조선민주여성동맹와 북한 정부는 한민족에게 범한 반인륜적 의한 위안부 범죄사건 이라고 미국와 한국 정부에 사죄와 책임을 완수하도록 요구하고있다.
일본 정부는 1945년 일본 여성의 순결을 지키겠다며 미군을 위한 위안부 55,000명을 모으겠다고 제안했다. 이는 패전 직후 일본 경시청에서 나온 아이디어였다.
일본 경시청 보안과는 미군 점령군이 일본 부녀자들을 겁탈할까봐 두려움을 느꼈다. 경시청 보안과장은 "미군이 일본에 장기 주둔하게 되면 필연적으로 일본 여자들을 겁탈하려고 할 것이다. 우리 일본의 부녀자들을 보호하기 위해서 모종의 대책을 마련하라"고 지시하였다. 군인들이 점령지에서 현지 여자를 강간하는 것은 비일비재한 일이고, 패전한 일본으로서는 미군에 항의할 수도 없었다.
'일본에는 화류계에 종사하는 여자들이 있다. 그들 스스로 미군을 상대하게 하는 것이 어떤가?'하는 의견과 '현재 화류계에 종사하는 여자들만으로는 미군을 상대할 수 없다. 위안부들이 더 있어야 한다.'는 의견이 나왔다. 한편 '전쟁 때문에 남편을 잃은 여자들이 많다. 그들을 모집하여 위안부로 일을 하게 하면 돈도 벌고 미군이 일본 여자들을 강간하는 것을 방지할 수 있다.'는 의견이 나왔고 곧 채택되었다. 내무성에서도 보안과의 의견을 받아들여 일본의 요정과 사창가의 업주들을 불러들여 미군 상대 위안소를 만들 것을 요청했다. 요정과 사창가의 업주들이 반대할 까닭이 없었다.
1945년 12월 일본에 있는 연합군은 43만 287명이었다. 일본 경시청은 8월15일 직후부터 점령군의 성 대책을 검토했고, 8월 22일에는 연합군의 신문 기자로부터 "일본에 그런 시설이 있는 것으로 생각하고, 많이 기대하고 있다"는 정보가 입수됐다. 또한 영관급 군인이 도쿄 마루노우치 경찰서에 가서 "여성을 돌보는 하라"고 요청한 일도 있었다.
8 월 17일에 성립된 히가시구니 내각의 국무 대신 고노에 후미마로(近衛 文麿)는 경시청 총감 자카 신야에게 "일본의 딸을 지켜 달라"고 청원했기 때문에 고개 신야는 일반 부녀를 지키기 위한 '방파제'로서 연합군 군인 전용의 위안소의 설치를 기획하고 8월 18일에는 하시모토 마사미 내무성 경보 국장의 '외국군 주둔지에서 위안 시설에 대해"라는 통지가 나왔다. 일본 정부는 1945년 8월 22일 연합군을 위해 '특수 위안시설 협회'를 설치했다.
패전 후 당장 굶어죽을 형편이었으므로 많은 일본 여성들은 스스로 위안부의 길을 걸을 수밖에 없었다.
하야카와 紀代에 따르면 당시 위안소는 도쿄, 히로시마, 시즈오카, 효고현, 야마가타 현, 아키타 현, 요코하마, 아이 치현, 오사카, 이와테 현 등에 설치되었다. 또한 우익 단체의 국수 동맹 (총재 사사 료이치)이 연합군 위안소인 아메리칸 클럽을 9월 18일에 개업했다. 이러한 위안소는 공식적으로 특수 위안 시설 협회라고 불렸고, 영어로는 Recreation and Amusement Association (휴양 & 엔터테인먼트 협회, RAA)로 표시됐다.

## 기타
- 경기 광주 '나눔의 집'에 위안부 피해자를 위한 추모·유품관이 착공되었다.[94]
- 2016년 2월 27일 오전 추모제에서 한일합의는 무효라는 주장과 함께 일본 정부의 공식사과를 촉구하였다.[95]
- 반기문 UN사무총장은 한일 위안부 합의에 대한 충실한 이행이 중요하다고 했다.[96]
- 위안부 합의가 무효라는 시민대회가 있었다.[97]
- 헌법재판소는 '3·1운동으로 건립된 대한민국임시정부의 법통 '의 계승을 천명하고 있는 헌법전문에 비추어 대한민국의 외교부장관이 일본군 위안부 피해자들의 일본에 대한 배상청구권 실현을 위해 적극적으로 노력할 구체적 작위의무가 있다고 결정한 바 있다.[98]

## 관련 기사
- 한홍구. 한-일 수구파들의 공동 ‘성폭행’. 한겨레21. 2005년 4월 22일.
- 오진영. 위안부 이야기, 오프브로드웨이 무대에 올린 극작가 김정미. 내일신문. 2005년 5월 11일.
- 사카모토 치즈코. 조명되지 못한 필리핀 ‘위안부’문제. 일다. 2006년 6월 25일.
- 이상원. 위안부 할머니들 살아있는 박물관이자 거리의 선생님. 노컷뉴스. 2007년 7월 4일.
- 박희정. 역사교과서 논란과 한 ‘위안부’여성의 죽음. 일다. 2008년 12월 12일.
- 윤정은. 위안부운동 “지식인들 머리로 하는게 아니야”. 일다. 2009년 3월 18일.
- 김당. 한국군도 '위안부' 운용했다. 오마이뉴스. 2002년 2월 22일.
- 김당. (최초 발굴) '북으로 간, 북에 남은' 일본군 위안부들 ①. 오마이뉴스. 2003년 2월 3일.
- 김당. 한승조 '일 식민지배는 축복' 기고 파문 "소신에 의해 쓴 글, 오히려 공론화 바란다". 오마이뉴스. 2005년 3월 4일.

## 참고 자료
- H. Res. 759 보관됨 2016-04-09 - 웨이백 머신 : 위안부 관련 결의안
- H. RES. 121 (Engrossed-in-House) 보관됨 2014-12-09 - 웨이백 머신 : 미국 하원에서 만장일치로 통과된 결의안
- EBS 지식채널 E
- 일제하 일본군위안부 피해자에 대한 생활안정지원 및 기념사업 등에 관한 법률
- 이슈 털어주는남자 133회-'미쓰비시와 말뚝'
- (아시아경제)위안부 보고서 55

## 같이 보기
| - 태평양 전쟁 - 중일 전쟁 - 덕혜옹주 - 일본 제국 - 김학순 (여성운동가) - 윤미향 - 윤명숙 - 미하원 위안부 결의안 121 - 미군 위안부 - 전쟁과여성인권박물관 - 스즈키 노부유키 (정치 활동가) - 사쿠라이 마코토 - 재일 특권을 용납하지 않는 시민 모임(재특회) - 새로운 역사 교과서를 만드는 모임(새역모) - 일본의 군정기의 강간 범죄 - 독일의 연합군 군정기의 강간 범죄 - 독일군 위안소 - 전시 성폭력 - 일본의 전쟁범죄 - 오카무라 야스지 - 한국정신대문제대책협의회 - 평화의 소녀상 - 을사조약#관가 여악 제도의 폐지 - 일본군 위안부 피해자 목록 | - 토니 마라노 - 여성을 위한 아시아 평화 국민 기금 - 무라야마 담화 - 무라야마 총리가 1995년에 발표한 담화 - 고노 담화 - 마이크 혼다 - 레인 에번스 - 미국 의회의 일본군 위안부 결의안 채택을 위해 노력한 미국 하원 의원 - 조선여자근로정신대 - 이승연 - 일본군 위안부를 소재로 한 누드 영상집으로 파문을 일으킨 대한민국의 배우 - 일본의 성매매 - 성노예 - 시마다 모토타로 - 스마랑 강간 사건 - 얀 루프 오헤른(Jan Ruff O'Herne) - 가라유키상 - 인형의 집 (소설) - 앙굴렘 국제 만화 페스티벌 - 지하드 알니카 : 이라크 레반트 이슬람 국가의 위안부 - 종군위안부 (영화) - 1974년 7월 17일에 만들어진 일본 영화 - 에미 이름은 조센삐였다 - 1982년 윤정모 작 소설이자 1991년 지영호 감독이 영화화한 대한민국의 일본군 위안부 관련 작품 - 코코순이 - 2022년 제작된 KBS 역사 다큐멘터리 - 필드 와이프(field wife, en:Women in the Russian and Soviet military) - 소련군 시절에 여군들을 부대내 가사일 및 성적인 목적으로 이용됨 - 김영삼 정부#억압적 통제가 가능하던 정부가 설치한 성병 관리소 폐쇄 |

## 관련 서적
- 한국정신대문제대책협의회, 《일본군 위안부 문제의 진상》 (역사비평사, 1997)
- 한상일, 《일본 지식인과 한국》 (도서출판 오름, 2000)
- 와다 하루키, 《군대위안부 문제와 일본의 시민운동》 (이원웅 옮김, 도서출판 오름, 2001)
- 동아시아평화인권한국위원회, 《동아시아와 근대의 폭력 1》 (도서출판 삼인, 2001)
- 한국민족운동사학회, 《일제강점기의 민족운동과 종교》 (국학자료원, 2002)
- 김당, 《북한 거주 일본군위안부의 실태와 특성》 (경남대 북한대학원, 2003)
- 정현백, 《민족과 페미니즘》 (도서출판 당대, 2003)
- 임종국, 《밤의 일제 침략사》 (한빛문화사, 2004)
- 아이리스 장, 《역사는 힘있는 자가 쓰는가》 (미다스북스, 2006)
- 오누마 야스아키, 《일본은 사죄하고 싶다》 (정현숙 역, 전략과문화, 2008)
- 양석일, 《다시 오는 봄》 (김응교 옮김, 산책, 2012)
- 하야시 히로후미, 《일본의 평화주의를 묻는다:전범재판 헌법 9조 동아시아 연대》(현대일본사회연구회 역, 도서출판 논형, 2012)
- 윤명숙 저. 최민순 역. 《조선인 군위안부와 일본군 위안소제도》. 이학사. 2015년. ISBN 9788961472128[99]
- 정영환 저. 임경화 역. 《누구를 위한 화해인가》. 푸른역사. 2016년. ISBN 9791156120773[100]